# Assyriologie

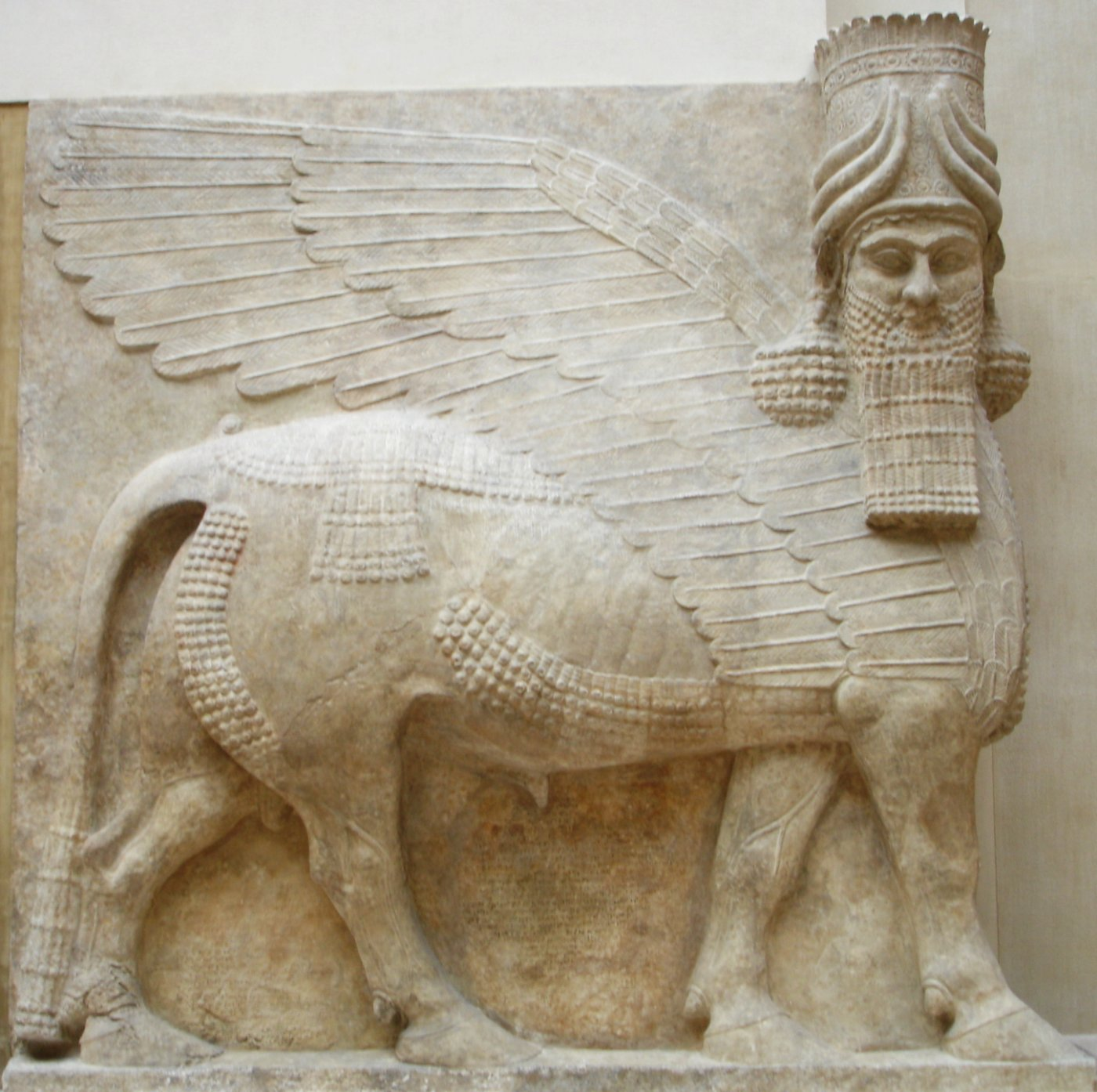
Taureau androcéphale ailé de Dur-Sharrukin (actuelle Khorsabad), musée du Louvre

L'assyriologie est la partie de l'histoire et de la philologie spécialisée dans l'étude de l'Assyrie à l'origine, puis dans son acception actuelle dans l'étude de la Mésopotamie antique, et au sens large celles des civilisations du Proche-Orient ancien. Elle repose sur la traduction et l'étude des textes rédigés en écriture cunéiforme.

## Contours et définitions

Localisation des principaux sites ayant livré des tablettes cunéiformes (en particulier ceux en capitales) et de sites périphériques où des textes en cunéiforme ont été mis au jour.

Le terme d'assyriologie est forgé par E. Renan en 1859, sur le modèle d'égyptologie, et en référence à l'Assyrie, le pays par lequel a alors été redécouverte l'antique civilisation mésopotamienne et qui est à ce moment-là la seule des civilisations de la Mésopotamie antique clairement identifiée par des restes matériels,. Au moment où se constitue la discipline, la première chaire d'assyriologie du Collège de France confiée à J. Oppert, un des déchiffreurs du cunéiforme, est intitulée « Philologie et archéologie assyriennes », et dans le premier volume de la Revue d'assyriologie et d'archéologie orientale publié en 1884, le même J. Oppert définit l'assyriologie comme « une nouvelle science philologique. »
Environ un siècle plus tard, en 1981, après que les autres civilisations mésopotamiennes et proche-orientales aient été redécouvertes, J. Bottéro définit l'assyriologie comme « une discipline historique », qui s'intéresse à « l'histoire de la Mésopotamie antique », voire plus largement des civilisations du Proche-Orient ancien. La référence à l'approche philologique ressort du fait qu'il indique qu'il est nécessaire pour pratiquer cette discipline de s'être initié aux arcanes de l'écriture cunéiforme, et d'au moins deux langues mésopotamiennes, l'akkadien et le sumérien.
La redécouverte des autres civilisations du Proche-Orient ancien a alors rendu obsolète la référence à la seule civilisation assyrienne, alors que l'étude de l'ancienne Mésopotamie implique d'étudier aussi les civilisations de Sumer, Assur et Babylone, et que celle des autres civilisations du Proche-Orient ancien pratiquant le cunéiforme implique d'englober encore d'autres civilisations (Élam, royaumes syriens, Hittites, Hourrites, Urartu). De ce fait des dénominations spécifiques sont apparues. S. N. Kramer, spécialiste des textes en sumérien, se décrivait ainsi comme un « sumérologue », un spécialiste qui « n'assume qu'une part de cette science appelée assyriologie (...), celle qui concerne proprement les textes cunéiformes correspondant à la langue sumérienne », « la sumérologie n'étant qu'une branche de l'assyriologie. » D'autres dénominations sont apparues pour désigner les spécialistes de civilisations pratiquant des langues non-mésopotamiennes : hittitologues pour les Hittites, ugaritologues pour Ugarit, élamologues pour l'Élam, etc.
Pour mieux refléter cette réalité, la dénomination d'assyriologie est alors rejetée par certains, à l'image de J. Renger qui préfère parler de « philologie et histoire de l'Orient (ou Proche-Orient) ancien » (Altorientalische Philologie und Geschichte / Ancient Near Eastern Philology and History), « une partie des Études sur le Proche-Orient ancien, qui comprend l'archéologie du Proche-Orient ancien ainsi que la philologie et l'histoire » et qui « s'intéresse aux langues, à l'histoire et aux civilisations du Proche-Orient ancien. » Cela s'accompagne d'une notion plus englobante et pluridisciplinaire d'« études du Proche-Orient ancien » (Near Eastern Studies), qui inclut également l'archéologie de ces civilisations, celle-ci et la philologie restant « liées par un objectif commun – qui consiste à reconstruire une ancienne civilisation avancée sur la base de preuves écrites et matérielles. » Ce champ de la recherche a des liens avec d'autres qui étudient les mêmes régions mais des civilisations ne pratiquant pas (ou de façon secondaire à l'échelle historique) l'écriture cunéiforme : les études sémitiques, iraniennes, anatoliennes, indo-européennes.
Quel sens donner à assyriologie à l'heure actuelle ? Pour l'Association internationale des Assyriologues (International Association of Assyriology), qui organise les Rencontres assyriologiques internationales, le terme « fait référence à l'étude de l'ancienne Mésopotamie et des régions voisines par des approches textuelles, archéologiques et historiques de l'art. » W. Sallaberger, qui la préside en 2019, donne une approche plus développée : « Dans notre association, le terme désuet « Assyriologie » recouvre tous les domaines savants liés à l'étude du Proche-Orient ancien à l'époque des cultures cunéiformes, du IVe millénaire avant notre ère au Ier siècle de notre ère dans les régions historiques de Mésopotamie, Syrie et Levant, Iran et Anatolie, y compris les périodes et les régions d'influence et de contact. Notre compréhension de « l'assyriologie » couvre les disciplines philologiques traitant des textes écrits en akkadien, i.e. langues babylonienne et assyrienne, sumérienne, hittite, élamite, hourrite et autres, linguistique de ces langues, histoire de l'ancien Proche-Orient, archéologie et histoire de l'art des régions et périodes respectives. »
Pour D. Charpin (2015), « le terme assyriologue est devenu ambigu : dans son acception large, il désigne toute personne qui étudie des textes notés dans l’écriture cunéiforme » et rajoute que « ces textes, écrits dans des langues très différentes, relèvent de civilisations distinctes, même si elles ont été en contact suffisamment étroit pour partager une même écriture. » Lui-même préfère s'en tenir au seul cadre de la « civilisation mésopotamienne », et à une « approche pluridisciplinaire. »
Pour P. A. Beaulieu (2018), « l'assyriologie est la discipline académique dédiée à l'étude des civilisations antiques de l'Irak » et il présente sa démarche d'assyriologue comme une qui « s'appuie principalement sur l'interprétation philologique des sources cunéiformes, mais intègre également certaines découvertes de l'archéologie et de l'histoire de l'art. ».

## Histoire

### Origines

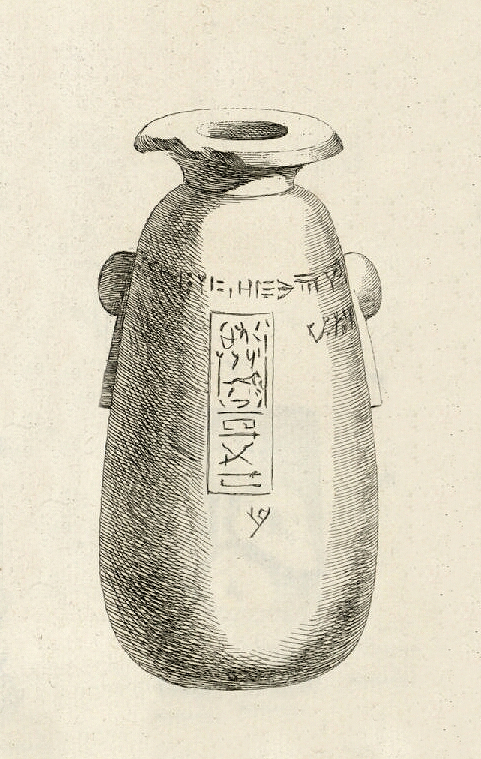
Dessin du vase du comte de Caylus, inscrit en cunéiforme et hiéroglyphes égyptiens au nom du roi achéménide Xerxès Ier.

La découverte de restes archéologiques au Moyen-Orient commence bien avant le XIXe siècle, du fait de voyageurs ou de commerçants poussés par leur curiosité et leur foi à visiter les pays de la Bible.
Au XVIIe siècle, un explorateur romain nommé Pietro Della Valle (1586-1652), visite la Mésopotamie, l’actuel Irak, la Perse (actuel Iran) et le Proche-Orient (Syrie, Liban et Palestine). Il en rapporte un récit haut en couleur qui fit date ainsi qu'une description et des copies approximatives d'inscriptions en cunéiforme, avec une première tentative d'interprétation. À sa suite d'autres explorateurs vont permettre d'améliorer la connaissance de ces inscriptions, dans le contexte de la mode de l'« antiquarisme » européen, qui vise à collectionner et à analyser au moins de façon rudimentaire des objets antiques (surtout romains et grecs). Des découvertes importantes ont lieu au cours des années 1780-1790, période pendant laquelle les premières expéditions savantes sont organisées. On est alors bien convaincu que les signes constituent une écriture, qu'on ne comprend pas mais qu’on désire déchiffrer. L'objectif est d'abord de trouver des inscriptions. Le Danois Friedrich Münter (1761-1830) et les Allemands Carsten Niebuhr (1733-1815) et Oluf Tychsen (1734-1815) en sont les précurseurs. Ils rapportent les premières copies fiables d'inscriptions cunéiformes, alors appelées « persépolitaines », du nom du site où on en avait identifié le plus. Parallèlement des objets inscrits en cunéiforme sont ramenés en Europe et enrichissent les collections des antiquaristes, comme le vase inscrit au nom de Xerxès qu'acquiert le comte de Caylus vers les années 1750, et le « caillou Michaux », stèle (kudurru) de l'époque kassite ramené de Bagdad en 1785 par le botaniste André Michaux,.

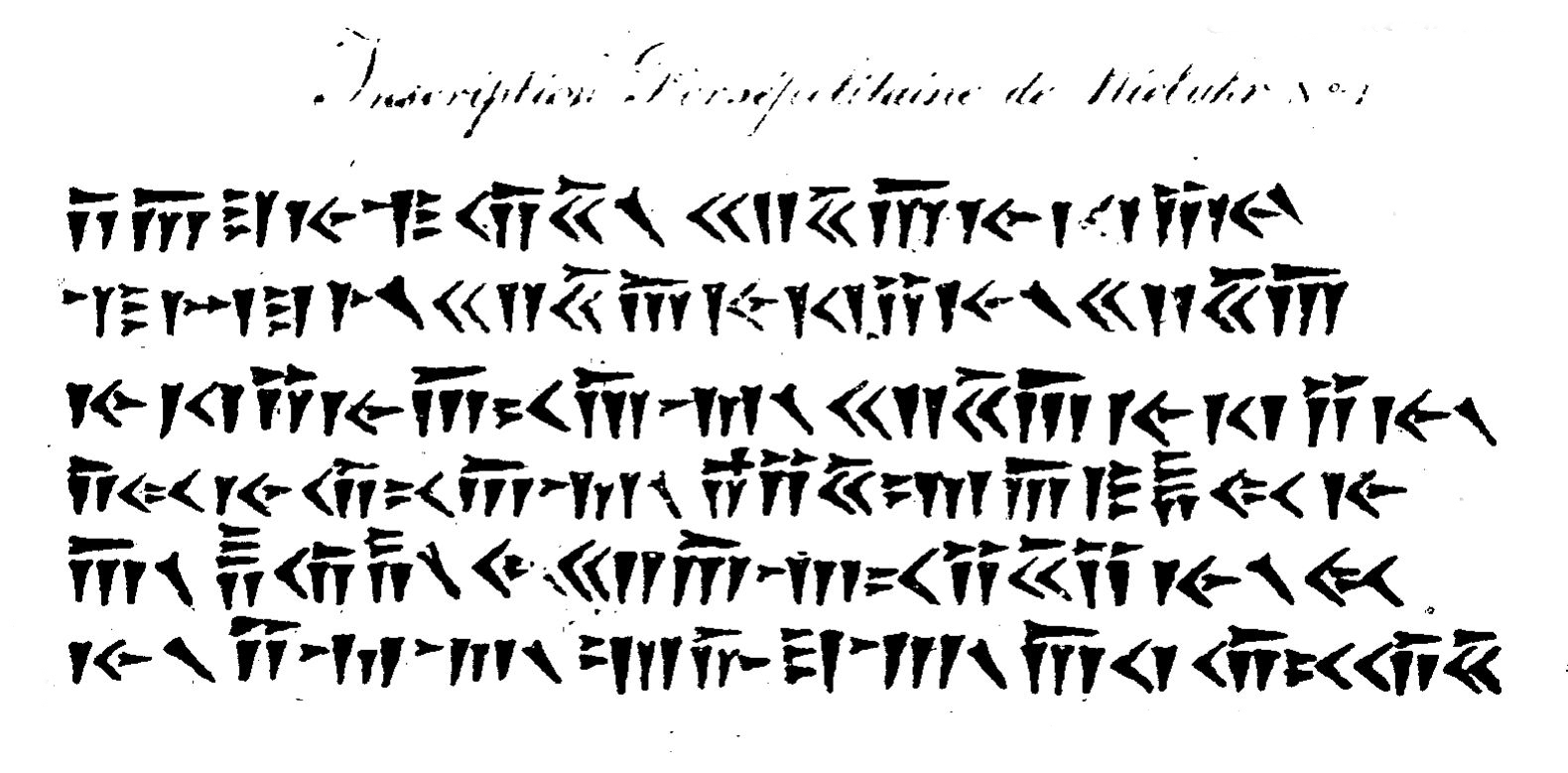
Copie d'une inscription de Darius Ier par Carsten Niebuhr, reproduite dans le Journal Asiatique de 1823.

Il n'empêche qu'avant le déchiffrement du cunéiforme, la connaissance de l'histoire antique de la Mésopotamie et du Proche-Orient ancien reste limitée aux informations qui peuvent être glanées de la Bible (textes de la Bible hébraïque/Ancien Testament), les royaumes d'Israël et de Juda ayant été en contacts avec d'autres pays voisins, et dans une moindre mesure de divers auteurs de langue grecque souvent connus par des fragments (Hérodote, Ctésias, Bérose, Ptolémée, etc.). Ces sources s'étant avérées peu fiables car fortement imprégnées de discours théologiques et de traditions folkloriques, les reconstitutions possibles dans ce contexte sont très limitées. L'exploration en surface de quelques sites mésopotamiens permet d'ajouter quelques informations. Ainsi, lorsque Jean-Chrétien-Ferdinand Hœfer publie en 1852, juste avant le déchiffrement du cunéiforme babylonien, la partie de la collection L'Univers, Histoire et descriptions de tous les peuples, consacrée aux peuples de Chaldée, Assyrie, Médie, Babylonie, Mésopotamie, Phénicie, Palmyrène, il ne peut consacrer qu'une trentaine de pages à l'histoire des peuples de la Mésopotamie et de la Perse antiques, avec des informations limitées aux royaumes du Ier millénaire av. J.-C. (Assyrie, Babylone et Perse), à la religion et aux astrologues « chaldéens ».

### L'époque des premiers déchiffreurs et des premières fouilles

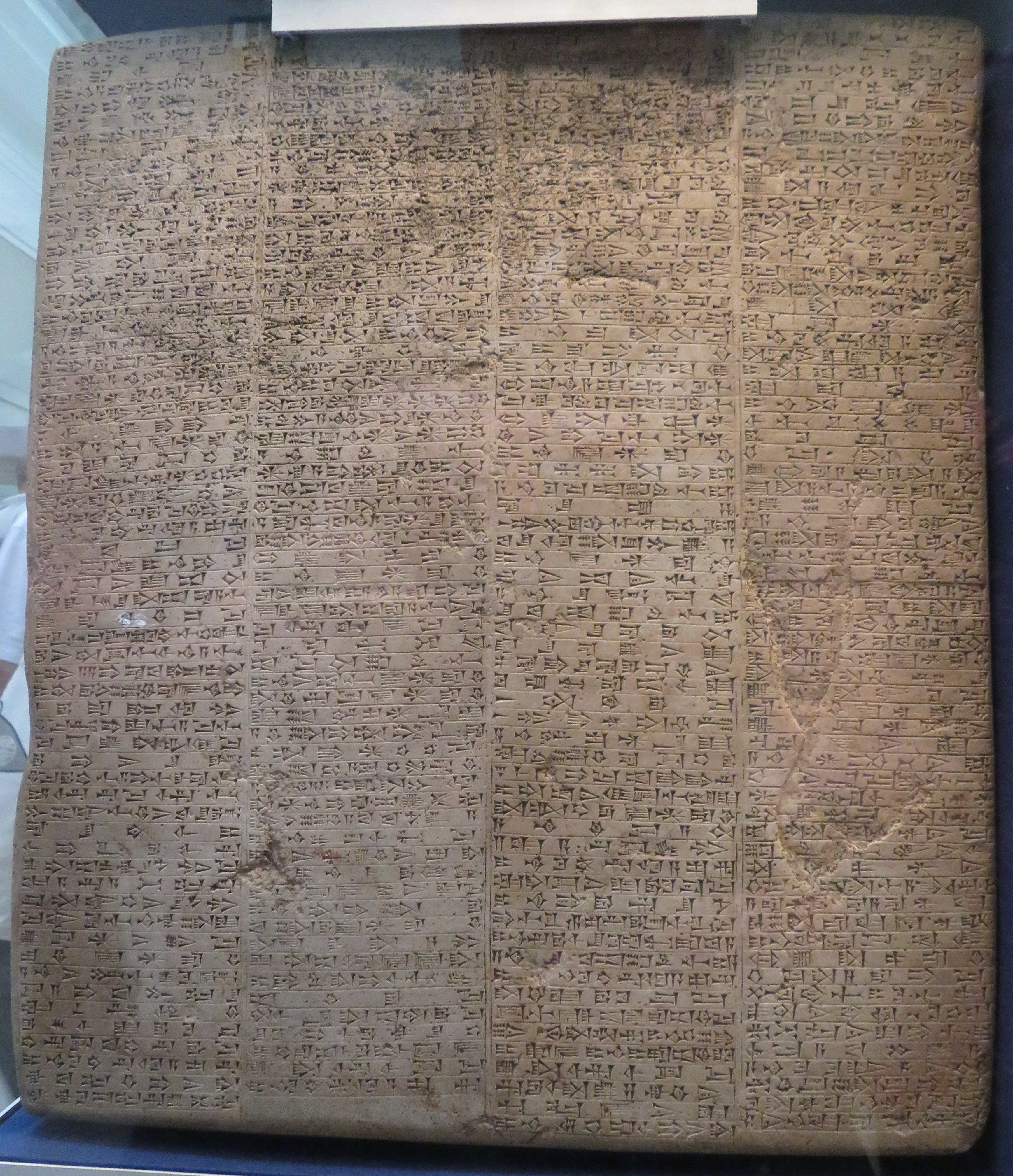
Inscription de Nabuchodonosor II de Babylone, surnommée « East India House Inscription », découverte en 1803. British Museum.

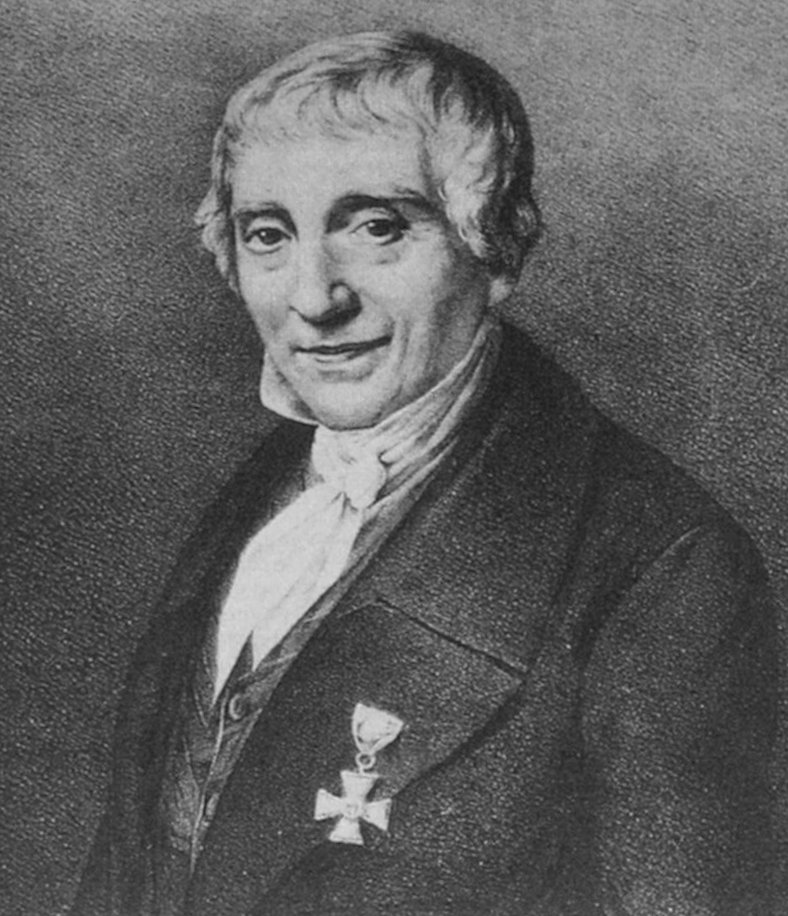
Georg Friedrich Grotefend (1775-1853).

Les premiers déchiffreurs ont au début du XIXe siècle un nombre limité de copies fiables de textes cunéiformes à leur disposition, en premier lieu les inscriptions achéménides copiées par Niebuhr, quelques objets inscrits ramenés en Europe, notamment une longue inscription de Nabuchodonosor II ramenée à Londres par la Compagnie britannique des Indes orientales (East India House Inscription), à partir de laquelle on établit un premier syllabaire du cunéiforme babylonien, le « cylindre Bellino », inscription du roi assyrien Sennachérib découverte par Claudius James Rich et traduite par son secrétaire Karl Bellino, puis les inscriptions de la région du lac de Van copiées en 1828 par Friedrich Eduard Schulz et publiées en 1840, dont une longue inscription royale d'un roi d'Urartu, bilingue en assyrien et urartéen. Ensuite le corpus s'enrichit d'inscriptions copiées par d'autres explorateurs, notamment le britannique Henry Creswicke Rawlinson qui copie les inscriptions achéménides trilingues du mont Alvand (en 1835), puis de Behistun (en deux tentatives, en 1835 et 1843) et le danois Nils Ludwig Westergaard qui copie d'autres inscriptions achéménides à Naqsh-e Rostam et Persépolis. Pour les méthodes de déchiffrement des écritures antiques, celles-ci ont bénéficié des avancées cruciales qui ont eu lieu auparavant ou à la même période, avant tout le déchiffrement de l'alphabet palmyrénien et de l'alphabet phénicien par Jean-Jacques Barthélemy dans les années 1750, qui a défini les principes méthodologiques des déchiffrements (supposer quelle est la langue que l'on veut traduire et chercher les langues apparentées pour faciliter la compréhension ; chercher des textes bilingues ayant un même contenu mais dans deux langues différentes, dont une est connue ; chercher à identifier des noms propres et autres mots récurrents en premier). Puis vient celui des hiéroglyphes égyptiennes (système présentant des caractéristiques similaires à celles du cunéiforme) par Jean-François Champollion en 1822. Comme pour ces exemples, la clé du déchiffrement des écritures cunéiformes repose sur des inscriptions plurilingues permettant des comparaisons, la différence étant que dans le cas proche-oriental aucun système n'est compris, alors que pour les déchiffrements antérieurs l'alphabet grec servait de point de départ. Les sources employées sont avant tout des trilingues émises par les rois perses de la dynastie achéménide, qui sont en vieux-perse cunéiforme, un système essentiellement alphabétique, et en cunéiforme babylonien (ou akkadien, terme désignant la langue dont le babylonien et l'assyrien sont des variantes) et en élamite, systèmes plus anciens et complexes associant logogrammes (ou idéogrammes) et phonogrammes (essentiellement des signes syllabiques). La première écriture est la plus simple à traduire car elle comprend peu de signes comparé aux autres et transcrit une langue voisine de langues perses anciennes connues à l'époque (avant tout l'avestique). Les deux autres sont plus complexes à traduire, mais la langue babylonienne est de type sémitique et aisément compréhensible à partir des autres langues anciennes du même groupe. En revanche l'élamite est un isolat linguistique, plus difficile à comprendre, de même que l'urartéen, et la présence du sumérien n'est pas encore clairement déterminée (quoique parfois pressentie car c'est la langue des logogrammes),.
La première écriture traduite est donc le vieux-perse cunéiforme. L'allemand Georg Friedrich Grotefend a mis en évidence au début du XIXe siècle qu'il s'agissait d'une langue perse, et proposé de premières identifications de signes et lectures de noms de rois, qui devaient s'avérer en partie justes, mais ses accomplissements mettent plusieurs années à être reconnus (notamment grâce à la traduction par Champollion en 1823 du texte égyptien du vase bilingue hiéroglyphes-cunéiforme de la collection du comte de Caylus évoqué plus haut, qui confirme la lecture de plusieurs lettres proposées par Grotefend). Il faut ensuite le concours de plusieurs savants mieux versés que lui dans le perse ancien pour faire progresser la compréhension de l'écriture : le danois Rasmus Rask, l'allemand (norvégien de naissance) Christian Lassen, le français Eugène Burnouf, puis l'irlandais Edward Hincks (qui a auparavant contribué à faire progresser la compréhension des hiéroglyphes), le français (hambourgeois de naissance) Jules Oppert, et le britannique Henry Creswicke Rawlinson,,. Personnalité hors norme, à la fois homme de terrain et déchiffreur de talent, Rawlinson a à son actif plusieurs accomplissements décisifs dans le déchiffrement du cunéiforme, qui font qu'il a souvent été présenté non sans raison comme le « père de l'assyriologie », même si on a depuis revalorisé le rôle des autres acteurs du déchiffrement du cunéiforme (surtout Hincks) et mis en évidence le fait que Rawlinson a usé de sa position pour entraver (avec succès) la carrière d'autres grandes figures qui auraient pu lui faire de l'ombre et qui se sont retrouvés écartés des études assyriologiques (Layard, Hincks). Quoi qu'il en soit son concours est décisif pour triompher des derniers obstacles au déchiffrement du cunéiforme perse en 1847. Reste alors à s'attaquer aux deux autres écritures, plus complexes. Pour la version élamite, le caractère isolé de la langue et le nombre de sources limité rendent le projet impossible à l'époque. En revanche pour la variante babylonienne (akkadienne), dont Hincks a identifié qu'elle transcrivait une langue sémitique, le déchiffrement est possible, et l'apport de nouvelles sources cunéiformes va permettre sa réalisation.
Cet effort est accompagné par le début des fouilles occidentales en Mésopotamie, en 1842, qui se portent vers l'ancienne Assyrie,,. Elles sont le fait de Français et de Britanniques, qui n'ont que rarement une expérience archéologique, sont avant tout là pour obtenir des objets destinés à leurs musées nationaux, bénéficient d'un certain laxisme des autorités ottomanes vis-à-vis de leurs fouilles et de l'expédition des objets qu'ils en extraient. Cela s'inscrit aussi dans un contexte de présence accrue des puissances occidentales au Moyen-Orient, et de rivalités entre elles qui rejaillissent régulièrement lors des fouilles. Cette forte imbrication entre archéologie et politique impérialiste/coloniale se retrouve dans le fait que les premiers fouilleurs sont souvent des diplomates et militaires. Du point de vue occidental la période est plus généralement marquée par un intérêt pour les civilisations antiques et non-européennes, la redécouverte de l'Assyrie accompagnant celle de l’Égypte antique, avec un intérêt marqué pour les œuvres artistiques destinées à enrichir les collections de leurs musées nationaux (le British Museum et le Musée du Louvre). L'apport de ces découvertes aux études bibliques est aussi un élément important de l'intérêt qu'elles suscitent.

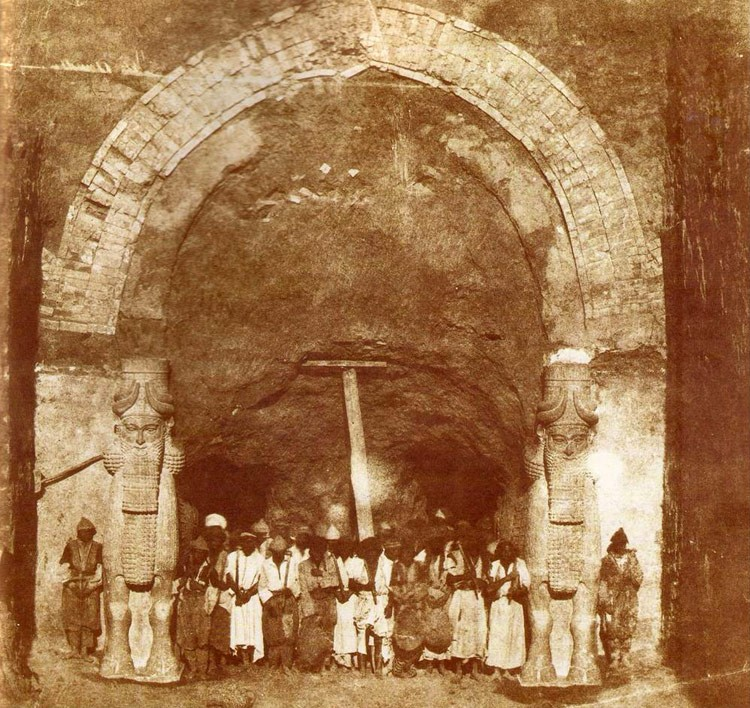
Photographie des fouilles de Khorsabad par Gabriel Tranchand : dégagement d'une des portes du palais (1853).

Le premier à ouvrir un chantier est Paul-Émile Botta, le consul français de Mossoul, qui recherche l'emplacement de Ninive ; il ne trouvera rien sur le site qui comprend effectivement les ruines de la ville en question, Kuyunjik, et se reporte vers un lieu voisin, Khorsabad, où il dégage le palais du roi assyrien Sargon II avec ses sculptures et bas-reliefs, et quand il ferme le chantier et en expédie certains en France en 1844 il révèle au public occidental le potentiel des fouilles en Mésopotamie. Dès 1845 les Britanniques Austen Henry Layard et William Kennett Loftus, assistés par l'assyrien Hormuzd Rassam, explorent les tells d'Assyrie, surtout Nimroud et Kuyunjik (d'où les Français sont évincés à la suite d'une manœuvre de Rassam), où ils dégagent à leur tour des palais royaux avec d'importants lots de tablettes cunéiformes. Rawlinson est alors un temps occupé à recopier des inscriptions en Perse pour achever le déchiffrement du cunéiforme, puis en 1851 il prend la direction des fouilles britanniques. Les Français retournent à Khorsabad en 1852 sous la direction de Victor Place, et une expédition explore plusieurs sites mésopotamiens sous la direction de Fulgence Fresnel (avec le concours d'Oppert). Cette première phase de fouilles cesse en 1855. Si une bonne partie des œuvres dégagées sombre dans le Chatt-el-Arab lorsque le convoi français qui les transporte est attaqué par une tribu locale, ce qui est parvenu au Louvre et (en plus grande quantité) au British Museum suscite une certaine attention, et les publications des résultats des fouilles, qu'il s'agisse des œuvres d'art et des inscriptions, contribuent grandement au progrès des études sur l'ancienne Mésopotamie (P.-E. Botta, Monuments de Ninive, 1849 ; A. H. Layard, Nineveh and Its Remains, 1849 et Inscriptions in the Cuneiform Character from Assyrian Monuments, 1851),.
La conjugaison des études de bureau et de terrain permet alors la mise à disposition d'un plus grand nombre d'inscriptions, permettant des progrès décisifs dans la traduction du cunéiforme babylonien. Les années qui suivent voient les efforts de Rawlinson, Hincks et Oppert parachever le déchiffrement de cette écriture. En 1857, la Royal Asiatic Society de Londres reçoit de William Henry Fox Talbot, un autre aspirant au déchiffrement du cunéiforme, une inscription mise au jour à Assur avec sa traduction, et en envoie la version cunéiforme aux trois principaux artisans du déchiffrement de cette écriture, qui lui renvoient leurs propres traductions ; certains déchiffreurs ont eu accès aux manuscrits d'autres, donc elles ne se sont pas effectuées de manière complètement indépendantes. Quoi qu'il en soit elles concordent suffisamment pour qu'on puisse considérer que l'écriture cunéiforme babylonienne est bel et bien déchiffrée. Cet événement, qui couronne l'aspect collectif du déchiffrement de cette écriture, est généralement tenu pour marquer les débuts de l'assyriologie,,,,.

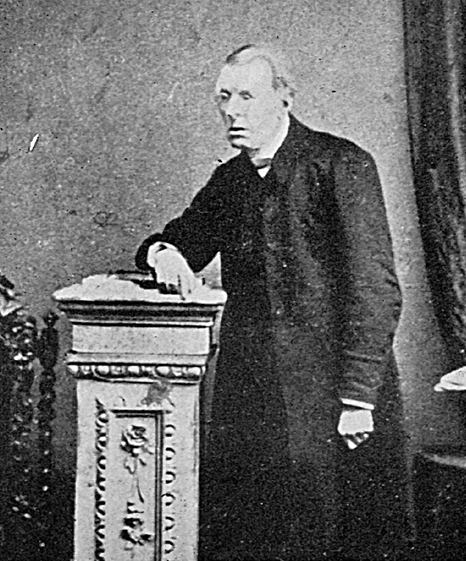
Edward Hincks (1792-1866).
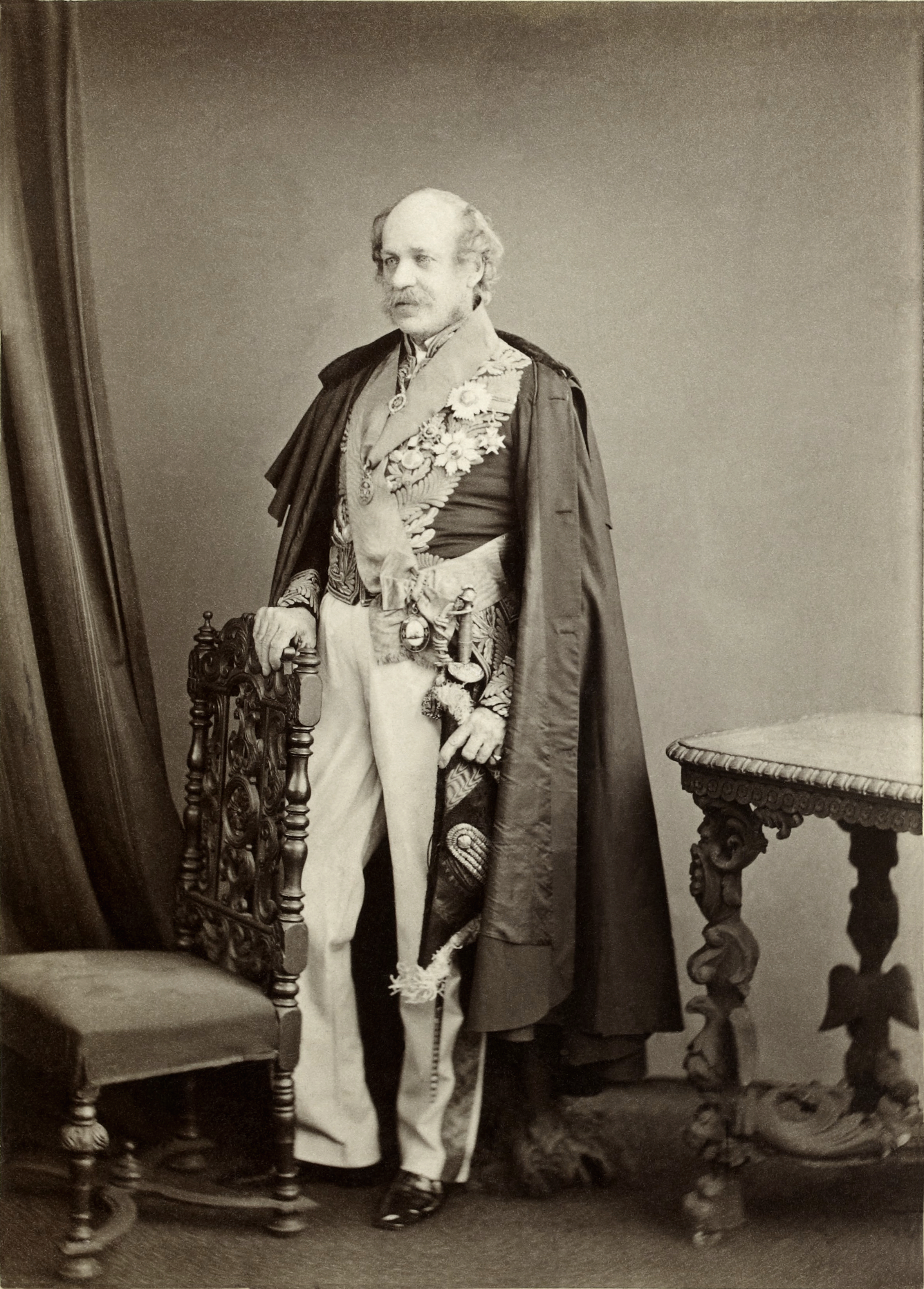
Henry Creswicke Rawlinson (1810-1895).
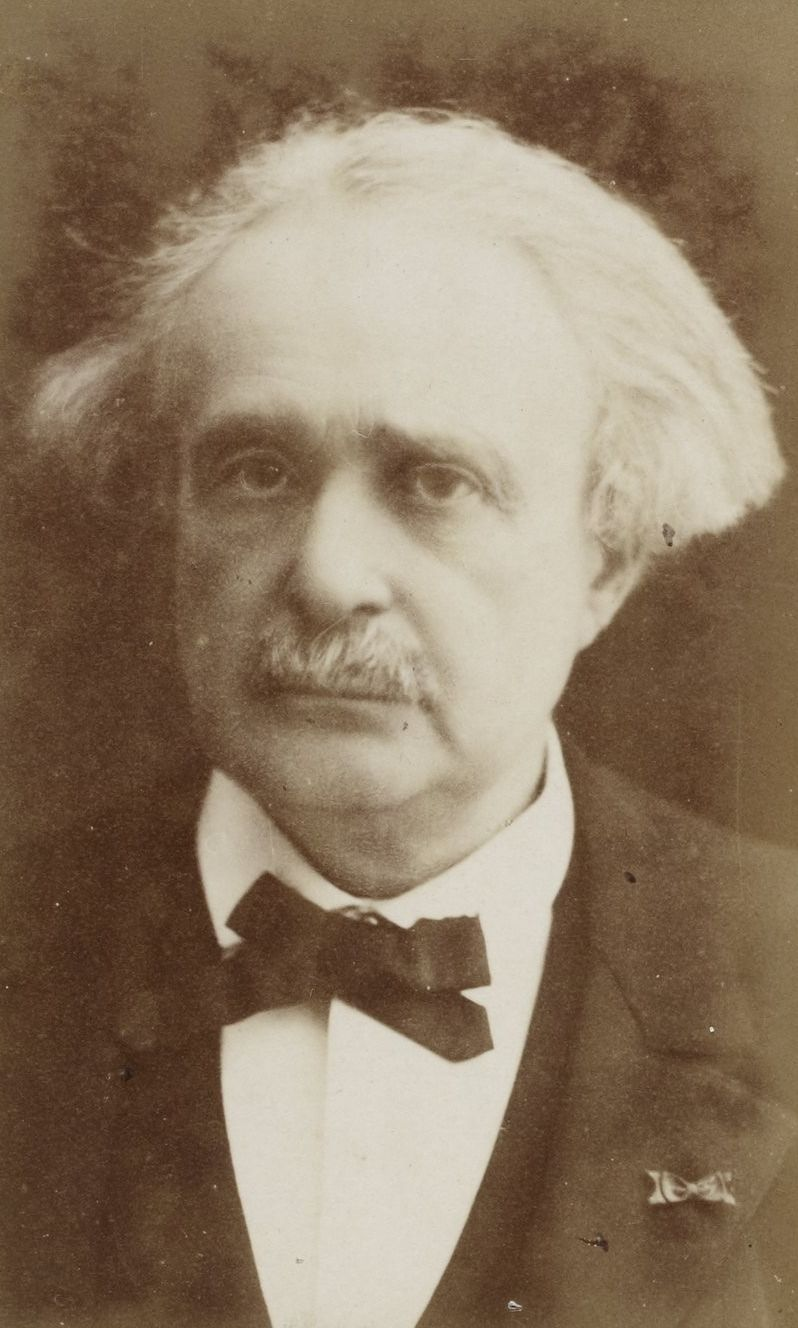
Jules Oppert (1825-1905).

### Les débuts de l'assyriologie (jusqu'en 1918)

#### Institutionnalisation et diffusion de l'assyriologie

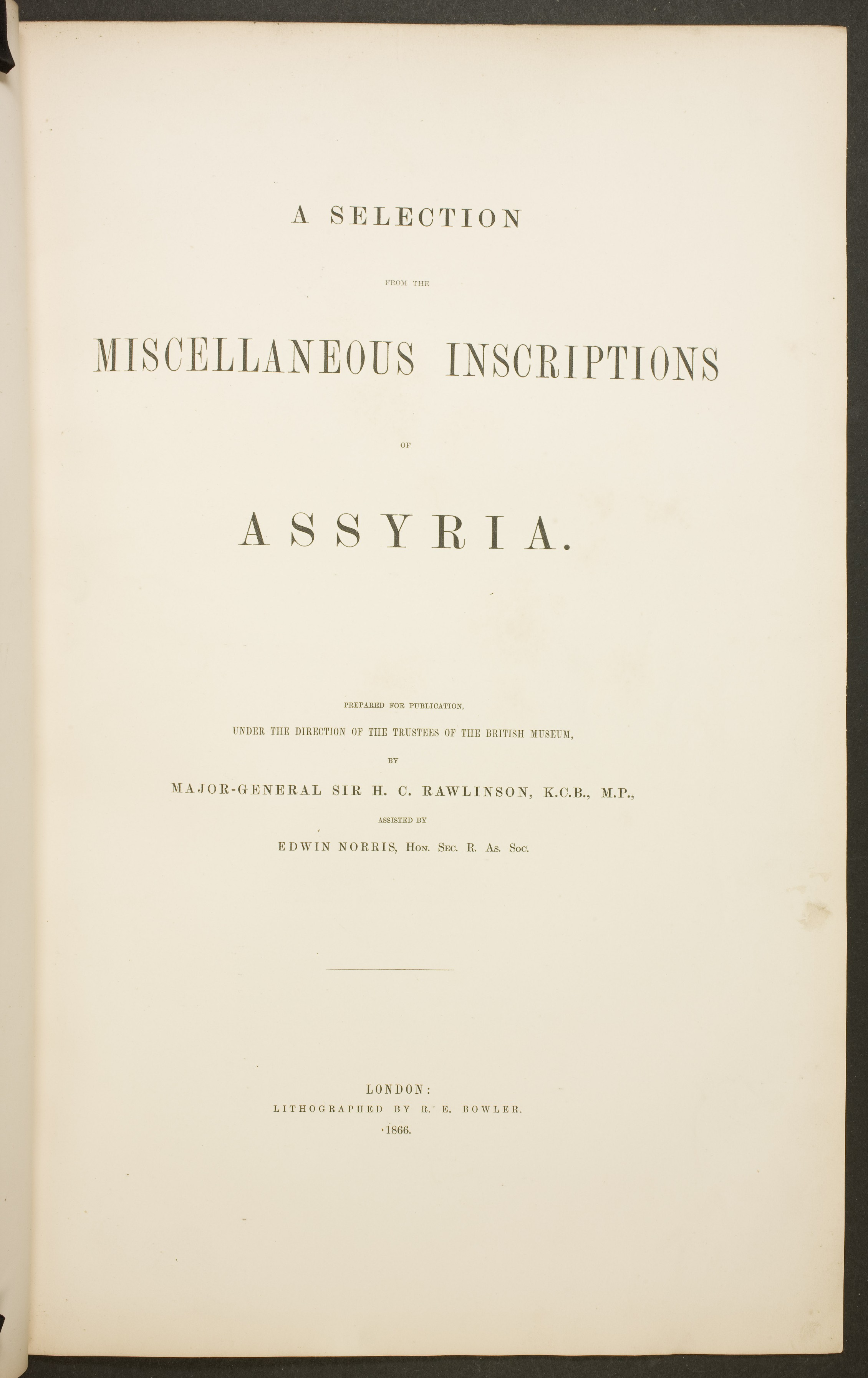
Page de grand titre du des Cuneiform Inscriptions of Western Asia, intitulé A Selection from the Miscellaneous Inscriptions of Assyria, édité par Rawlinson et Norris en 1866.

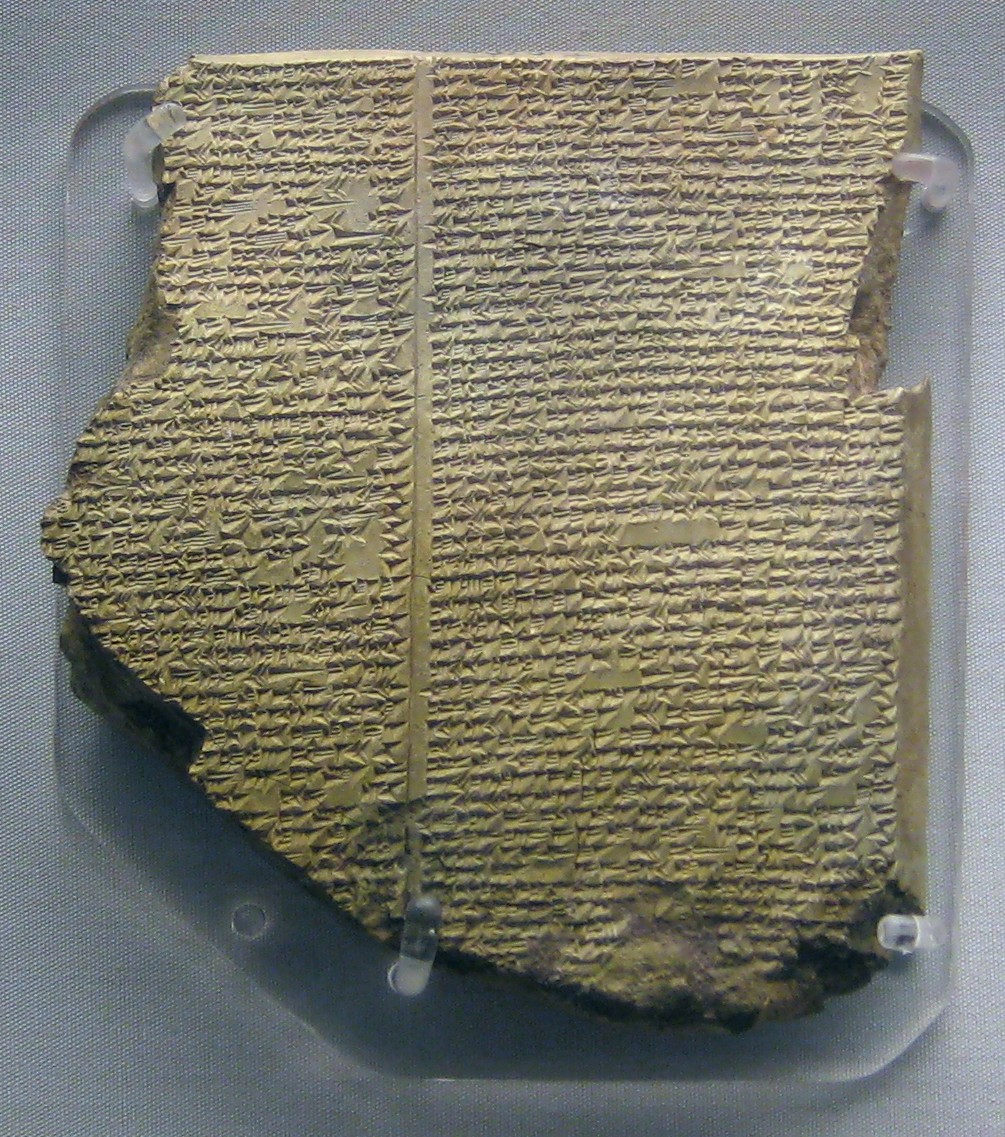
La de la version de Ninive de l’Épopée de Gilgamesh, relatant le Déluge, British Museum.

Après la phase de déchiffrement l'assyriologie se constitue progressivement autour des figures fondatrices que sont Rawlinson au Royaume-Uni et Oppert en France ; l'autre déchiffreur majeur, Hincks, n'a plus un rôle significatif après 1857 et meurt en 1866. Le terme « assyriologue » apparaît en 1859, sous la plus d'Ernest Renan, qui le forge en s'inspirant d'« égyptologue » et en référence à l'Assyrie, seule civilisation de la Mésopotamie antique alors redécouverte,. Les chantiers de fouilles étant à l'arrêt jusqu'en 1872, sont entreprises les traduction et publications des textes exhumés ou copiés en Assyrie (notamment H. C. Rawlinson, E. Norris et Th. Pinches, The Cuneiform Inscriptions of Western Asia, en 5 volumes publiés entre 1861 et 1880 et J. Oppert, Expédition scientifique en Mésopotamie, 2 volumes publiés en 1858 et 1863). Oppert publie en 1858 un premier « manuel » de cunéiforme, Déchiffrements des inscriptions cunéiformes, et en 1860 une première grammaire de l'« assyrien », Éléments de la grammaire assyrienne, synthétisant les découvertes des déchiffreurs et les diffusant, marquant en quelque sorte la fin de l'ère des pionniers de l'assyriologie pour ouvrir la voie à une nouvelle génération. 
La discipline s'institutionnalise : en 1874 une chaire de « Philologie et archéologie assyriennes » est créée au Collège de France et confiée à Oppert. Elle fait parler d'elle lorsque les traductions mettent en évidence des parallèles avec la Bible, avant tout le déchiffrement du récit du Déluge de l’Épopée de Gilgamesh par George Smith en 1874. Elle se diffuse aussi dans d'autres pays, surtout en Allemagne (notamment autour de Friedrich Delitzsch à Leipzig), puis aux États-Unis,,.
Au départ, les premiers assyriologues publient leurs articles dans des revues déjà existantes ayant une visée plus large que leur discipline, comme le Journal asiatique et les Comptes rendus de l'Académie des inscriptions et belles-lettres en France. Puis, devant la multiplication des travaux, des revues spécifiquement dédiées aux études de la Mésopotamie antique sont créées : en Allemagne Carl Bezold préside à la parution de la Zeitschrift für Keilschriftforschung und verwandte Gebiete en 1884, remplacée deux ans plus tard par la Zeitschrift für Assyriologie und verwandte Gebiete (ZA, appelée depuis 1939 Zeitschrift für Assyriologie und Vorderasiatische Archäologie), et en France le premier volume de la Revue d'assyriologie et d'archéologie orientale (RA) paraît en 1884, sous la direction d'Oppert.

#### Fouilles et explosion de la quantité de documentation

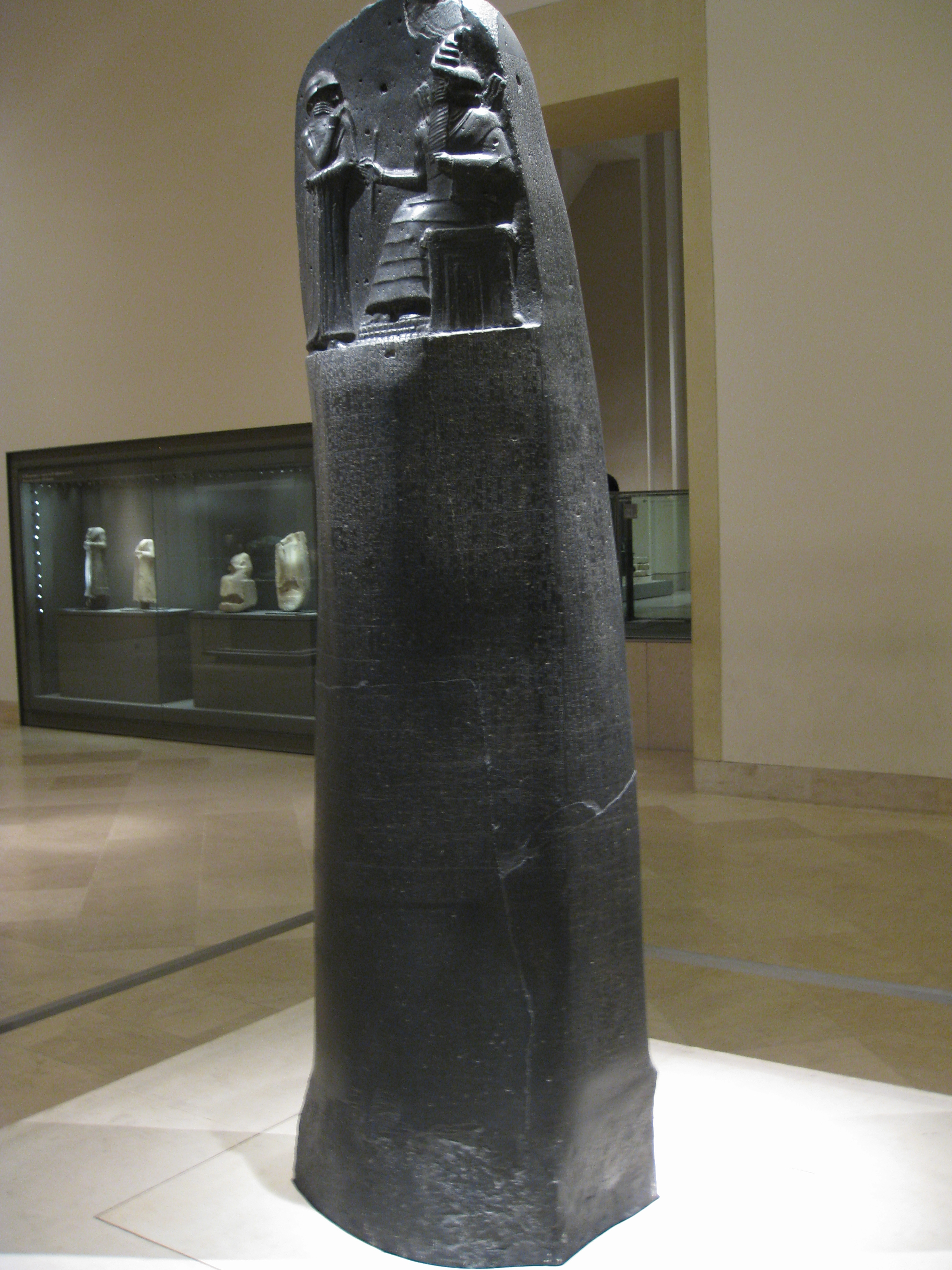
La stèle du Code de Hammurabi, exhumée en deux blocs en 1901-1902 à Suse, exposée au Musée du Louvre.

Les progrès des études assyriologiques sont accompagnés par une reprise des chantiers de fouilles, qui permet un gonflement considérable de la documentation sur les civilisations de la Mésopotamie antique, textuelle ou non.

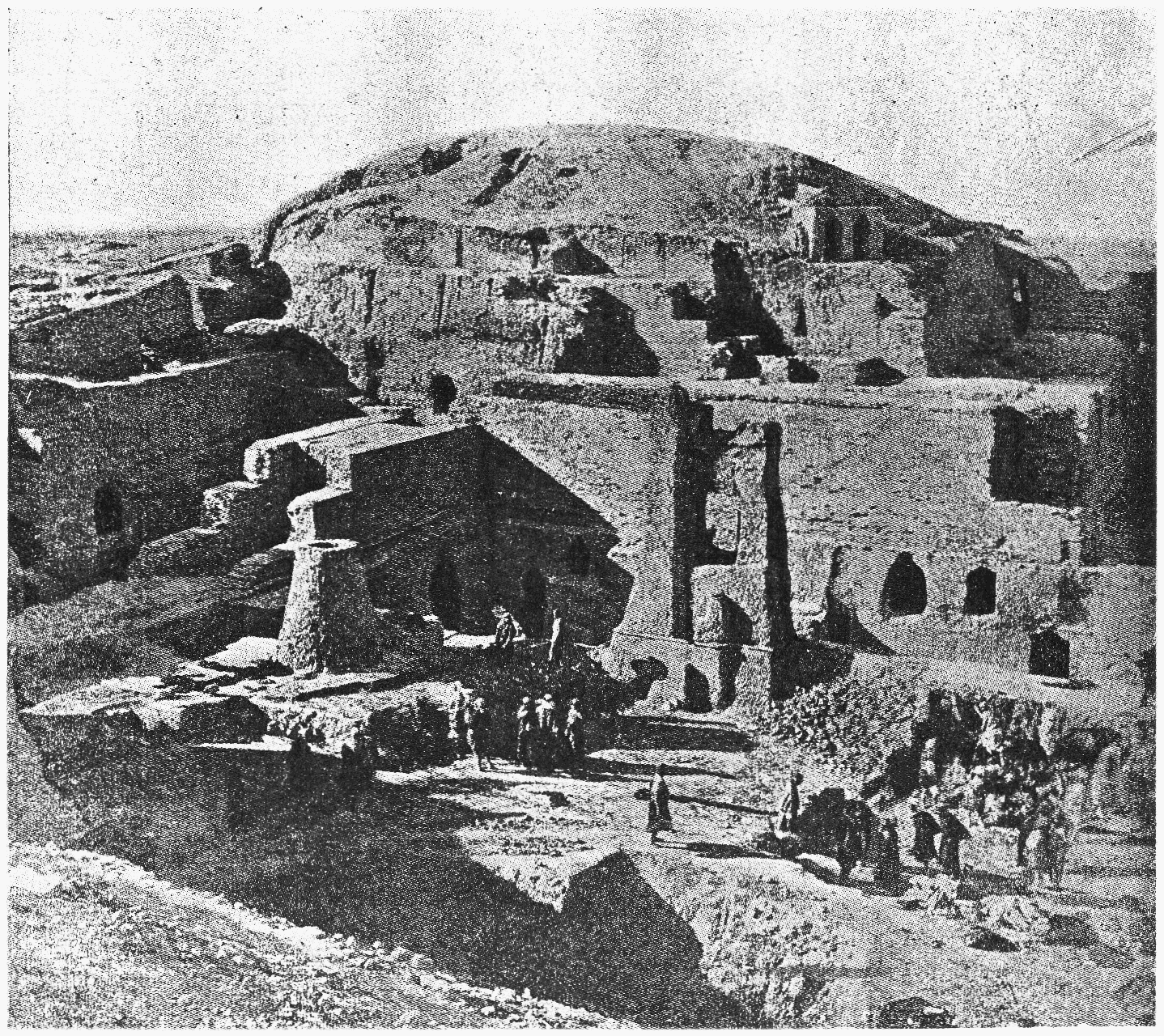
Photographie des fouilles américaines à Nippur à la fin du XIX.

En 1872 George Smith est envoyé à Ninive pour trouver des fragments complétant la « tablette du Déluge », ce qu'il parvient à faire, mais il meurt peu après. Mais les sites assyriens occupent une place secondaire dans cette seconde phase de fouilles, qui se consacre avant tout à la redécouverte des anciens sites de la Babylonie, dans le sud de la Mésopotamie, qui jusqu'alors n'avaient fait l'objet que de modestes fouilles de la part de Britanniques, dont les résultats avaient été jugés décevants en comparaison de ceux obtenus en Assyrie. Ce sont les fouilleurs français qui faire considérablement évoluer la connaissance de la Mésopotamie antique : Ernest de Sarzec fouille en 1877-78 le site de Tello (l'antique Girsu), dans la région de Bassorah, où il met au jour des statues et de nombreux objets inscrits. Les équipes françaises restent sur le site jusqu'en 1900 et en dégagent un nombre considérable d'objets, dont des tablettes qui sont décisives dans la confirmation de l'existence de la civilisation sumérienne. Les Britanniques font quant à eux appel au seul vétéran des sites assyriens encore actif sur le terrain, Hormuzd Rassam, qui ouvre plusieurs chantiers (Ninive, Nimroud, Assur, Babylone, Toprakkale, Sippar) destinés à trouver des objets et tablettes le plus rapidement possible entre 1878 et 1882. Les Américains se joignent à la partie à partir de 1888-89, avec l'ouverture du chantier de Nippur puis de de Bismaya (Adab). Les campagnes archéologiques sont désormais envisagées sur une période longue, avec des moyens de financement souvent importants. Durant cette période les fouilles sont essentiellement destinées à retrouver des objets, la méthodologie des premiers fouilleurs des sites mésopotamiens est rudimentaire, ils ont de grandes difficultés à identifier les bâtiments en terre crue, ne se font pas toujours accompagner d'architectes et à quelques exceptions près (comme Rassam) ne laissent pas de plans des bâtiments dégagés et d'indication précise sur les lieux de trouvaille des objets (et donc des tablettes), les chantiers de Tello et de Nippur étant considérés comme désastreux de ce point de vue, alors que dans d'autres régions du Moyen-Orient des méthodes plus rigoureuses sont élaborées.
Les fouilles allemandes qui débutent en 1897 à Babylone sous l'égide de la Deutsche Orient-Gesellschaft (DOG, Société orientale allemande, créée en 1989 sous les auspices de l'empereur Guillaume II) et la direction de Robert Koldewey. Disposant de moyens importants, il fouille le site de 1897 à 1917, ouvre des chantiers dans d'autres lieux où d'autres prennent la direction des fouilles, notamment Walter Andrae à Qala'at Sherqat, l'antique Assur (de 1903 à 1914),. Les fouilles du site de Suse en Perse, qui débutent au même moment, portent quant à elles à son paroxysme le principe de la fouille destinée à dégager des objets. On y effectue de nombreuses trouvailles spectaculaires, la plus célèbre étant la stèle du Code de Hammurabi, l'un des monuments-phares de l'assyriologie, dont les deux fragments principaux sont découverts en 1901 et 1902 et traduite et publiée dans la foulée par l'épigraphiste du chantier, le père Jean-Vincent Scheil,. La découverte de tablettes en élamite sur ce site permet également de faire progresser peu à peu la connaissance de la troisième langue des inscriptions perses.

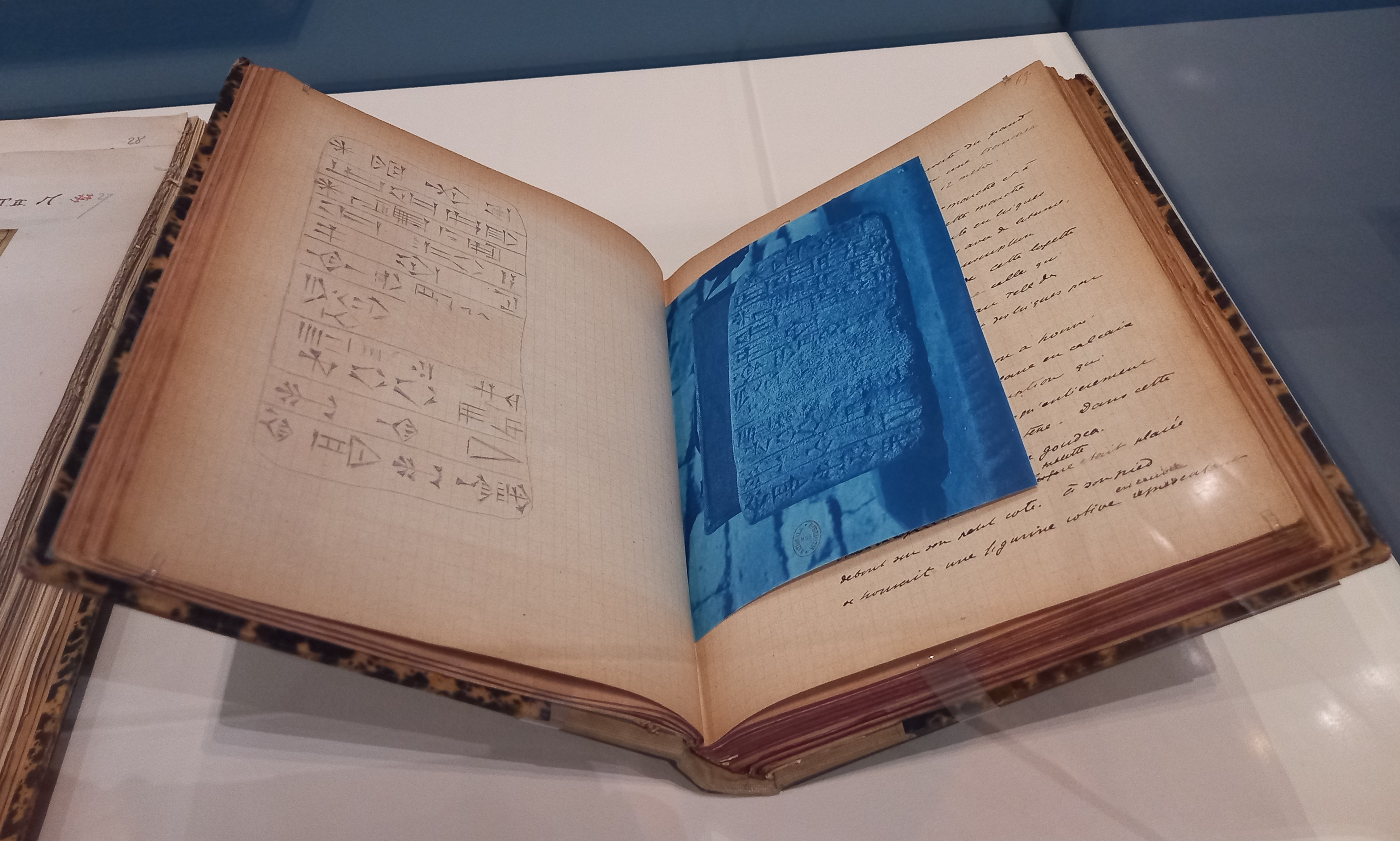
Journal de fouilles de Gaston Cros à Tello (campagnes de 1903-1909), avec copie et photographie d'une inscription cunéiforme. Département des Manuscrits de la Bibliothèque nationale de France.

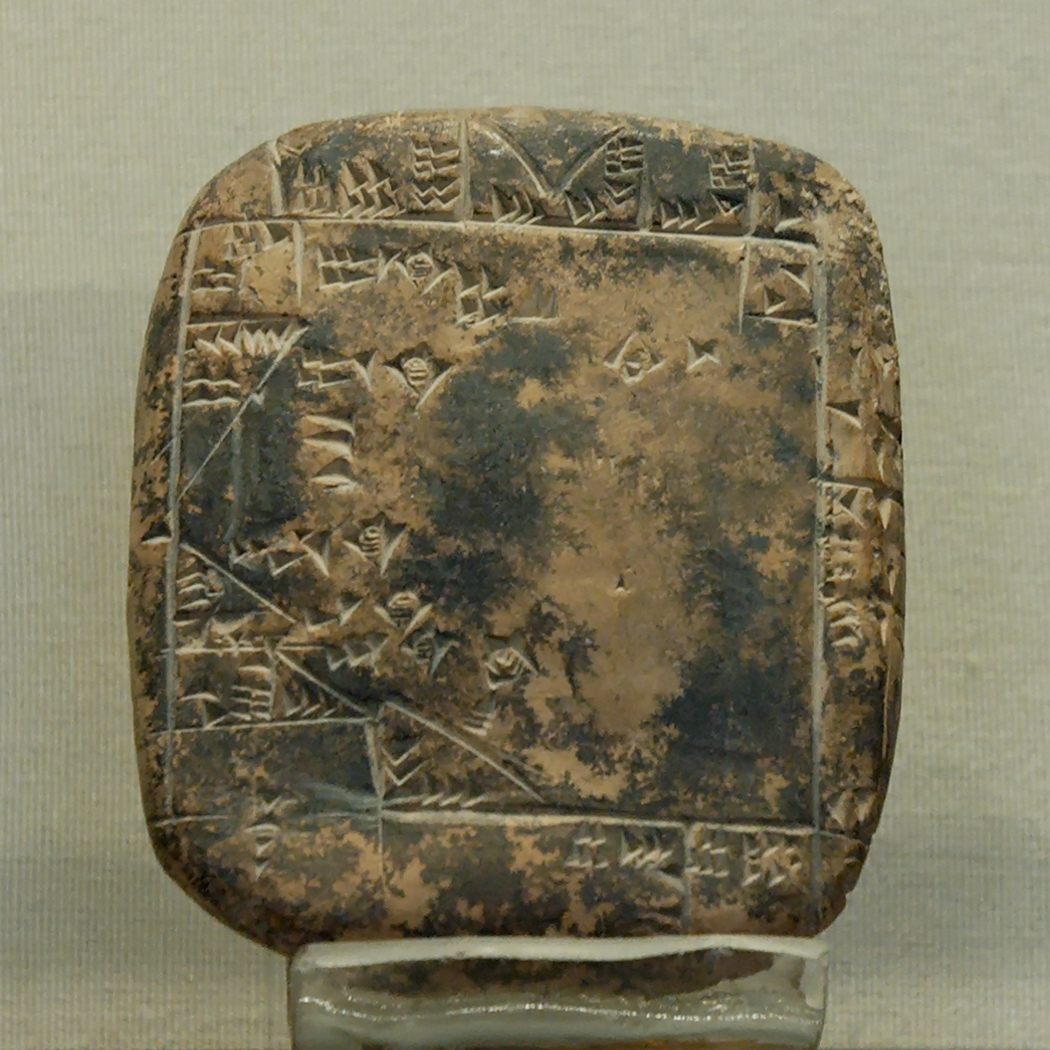
Tablette cadastrale de l'époque d'Ur III, exhumée à Tell Jokha (Umma), acquise par le musée du Louvre en 1911 auprès du marchand d'antiquités Géjou.

Un marché des antiquités s'est alors développé dans le Sud mésopotamien, organisé par des marchands de Bagdad qui emploient des tribus de la région pour dégager de manière illégale des objets et tablettes sur des sites, en général quand ils ne sont pas fouillés de façon régulière, mais pas toujours. Les Occidentaux, qui mènent de concert fouilles et achats (voire revente), ne se soucient pas forcément de respecter la loi. À Tell ed-Der, Wallis Budge trouve environ 3 000 tablettes par ses fouilles, et 4 000 autres par des achats. Ainsi, par le biais de ces acquisitions, les objets dégagés de façon clandestine trouvent le chemin de collections publiques ou privées en Europe et aux États-Unis, et les tablettes provenant d'un même site sont bien souvent éparpillées. En 1902, après le départ des fouilleurs français, des tablettes de Tello apparaissent ainsi sur les marchés et incitent à la reprise des fouilles sur le site l'année suivante.

#### La découverte des Sumériens et des Hittites

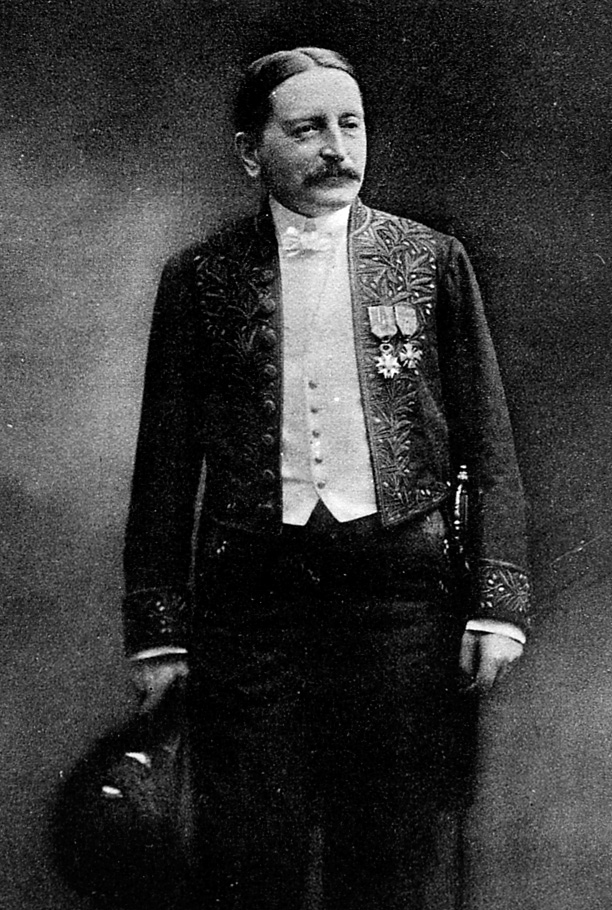
François Thureau-Dangin (1872-1944).

En Europe ces nouvelles moissons d'artefacts archéologiques contribuent à un nouvel essor des études assyriologiques, qui prend un nouveau tournant avec la découverte de nouveaux peuples, cette fois-ci inconnus des sources héritées de l'Antiquité occidentale.
La période est marquée par une controverse sur la nature des idéogrammes présents dans les textes cunéiformes. Ils ne renvoient pas à des termes de l'akkadien (comme cela se passe pour les hiéroglyphes où phonogrammes et idéogrammes sont en égyptien ancien), mais à ceux d'une autre langue qui n'a aucune ressemblance avec lui, par ailleurs attestée par des listes de vocabulaire bilingues qui montrent que même les anciens Assyriens avaient besoin de guides pour les faire correspondre. Le déchiffrement des textes exhumés à Tello révèle qu'ils sont intégralement écrits dans cette langue énigmatique, qui a donc bien eu des locuteurs à une période encore plus reculée que celle des empires assyrien et babylonien. Progressivement et après plusieurs hésitations il est compris qu'il s'agit d'une langue que les anciens Mésopotamiens appelaient « sumérien », parlée au pays de Sumer, et on nomme ses locuteurs « Sumériens ». Le sumérien est certes une langue isolée, mais la présence de listes lexicales et textes bilingues akkadien-sumérien permettent à Oppert puis François Thureau-Dangin de poser les jalons du déchiffrement de cette langue (F. Thureau-Dangin, Inscriptions de Sumer et d'Akkad, 1905).

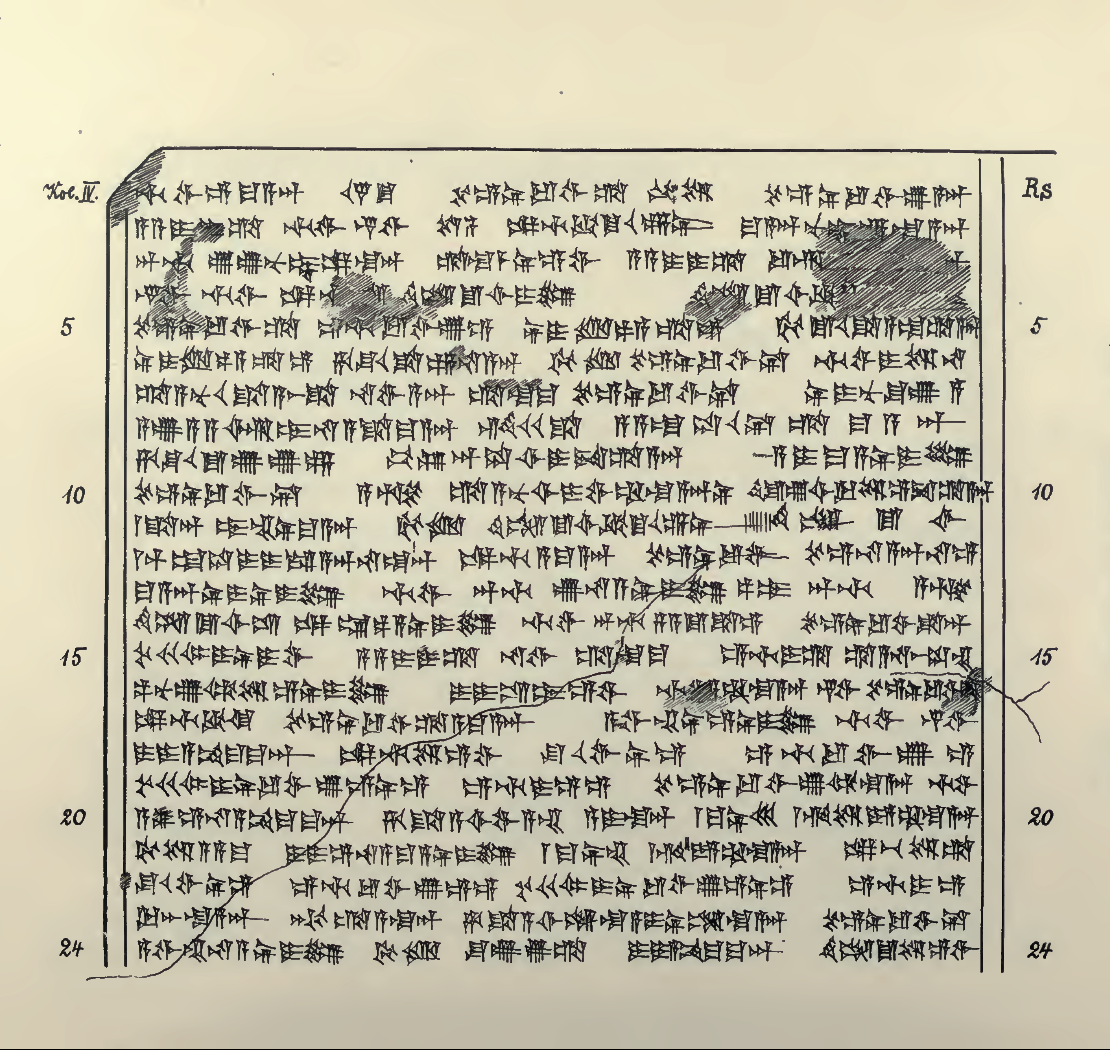
Apographie (copie manuscrite) d'une section de la lettre d'Amarna en hourrite VAT 422/EA 24 envoyée par le roi Tushratta du Mittani à Amenophis III d'Égypte, extrait de O. Schroeder, Die Tontafeln von El-Amarna, T. 2, Leipzig, 1915, p. 50.

Le champ des études sur les textes cunéiformes s'élargit aussi vers l'ouest. En 1887 des tablettes cunéiformes apparaissent sur le marché des antiquités d'Égypte, où on ne s'attendait pas à en trouver, et les fouilles entreprises sur leur lieu de découverte, le site d'el-Amarna, révèle qu'il s'agit de la correspondance diplomatique des pharaons Amenhotep III et IV (ou Akhénaton), accompagnée de quelques tablettes savantes/scolaires. On y découvre deux autres langues, dont la connaissance progresse en 1906-1907 quand une équipe allemande dirigée par Hugo Winckler entreprend la fouille du site de Boğazköy, situé au centre de l'Anatolie, qui se révélera être Hattusa, l'ancienne capitale des Hittites, peuple dont on venait juste de soupçonner l'existence (et nommés ainsi à partir d'un passage de la Bible qui ne se réfère probablement pas à eux). Y sont mises au jour de nombreuses tablettes cunéiformes, surtout inscrites dans une des deux langues inconnues d'el-Amarna, qui s'avère être celle des Hittites, et qui est finalement identifiée comme une langue indo-européenne par l'assyriologue tchécoslovaque Bedřich Hrozný, qui la traduit entre 1914 et 1917,,,. Les années de la première guerre mondiale (et celles qui suivent) voient le début de la formation de l'« hittitologie »,. L'autre langue, le hourrite, est une langue isolée dont la traduction prendra plus de temps. Sa seule parente connue, l'urartéen, est identifiée sur des textes cunéiformes mis au jour dans la région du lac de Van, dont les sites commencent à être fouillés au tournant du XXe siècle. Elle mettra également plusieurs décennies avant d'être correctement comprise.

#### Querelles autour de la Bible
Les progrès des connaissances sur l'ancienne Mésopotamie se font souvent sous le prisme de la Bible, d'autant plus que nombre de spécialistes s'intéressant à ces textes ont eux-mêmes des croyances religieuses. La découverte de la « tablette du Déluge » par Smith suscite ainsi un grand intérêt, et on recherche dans les premières publications et interprétations de textes assyriens la confirmation de l'historicité des textes de l'Ancien Testament. Par la suite l'assyriologie américaine émerge en partie du grand intérêt que suscitent les études bibliques dans ce pays,. Une autre grande figure des débuts de l'assyriologie, Delitzsch, développe quant à lui des interprétations qui vont susciter une longue controverse en Allemagne, surnommée « Babel und Bibel » d'après le titre d'une conférence donnée par l'assyriologue : il considère que les découvertes effectuées en Mésopotamie démontrent que la Bible est essentiellement le reflet d'inventions originaires de Babylonie. Il effectue en 1902-1903 une série de conférences qui suscitent de fortes critiques, car il va jusqu'à critiquer le concept de révélation divine, la présence de l'Ancien Testament dans la Bible ; il développe également des positions antisémites. Certains spécialistes suivent ses vues à des degrés divers, et se développe le « Pan-babylonisme » qui cherche à tracer l'origine de nombreux motifs mythologiques et cosmologiques à Babylone : H. Zimmern retrouve des antécédents de la Passion du Christ dans des mythes mésopotamiens, P. Jensen qui se concentre sur la dette qu'auraient divers récits mythologiques envers l’Épopée de Gilgamesh. Ces tendances se dissipent après la Première guerre mondiale,.

### L'entre-deux-guerres

#### De nouvelles découvertes archéologiques

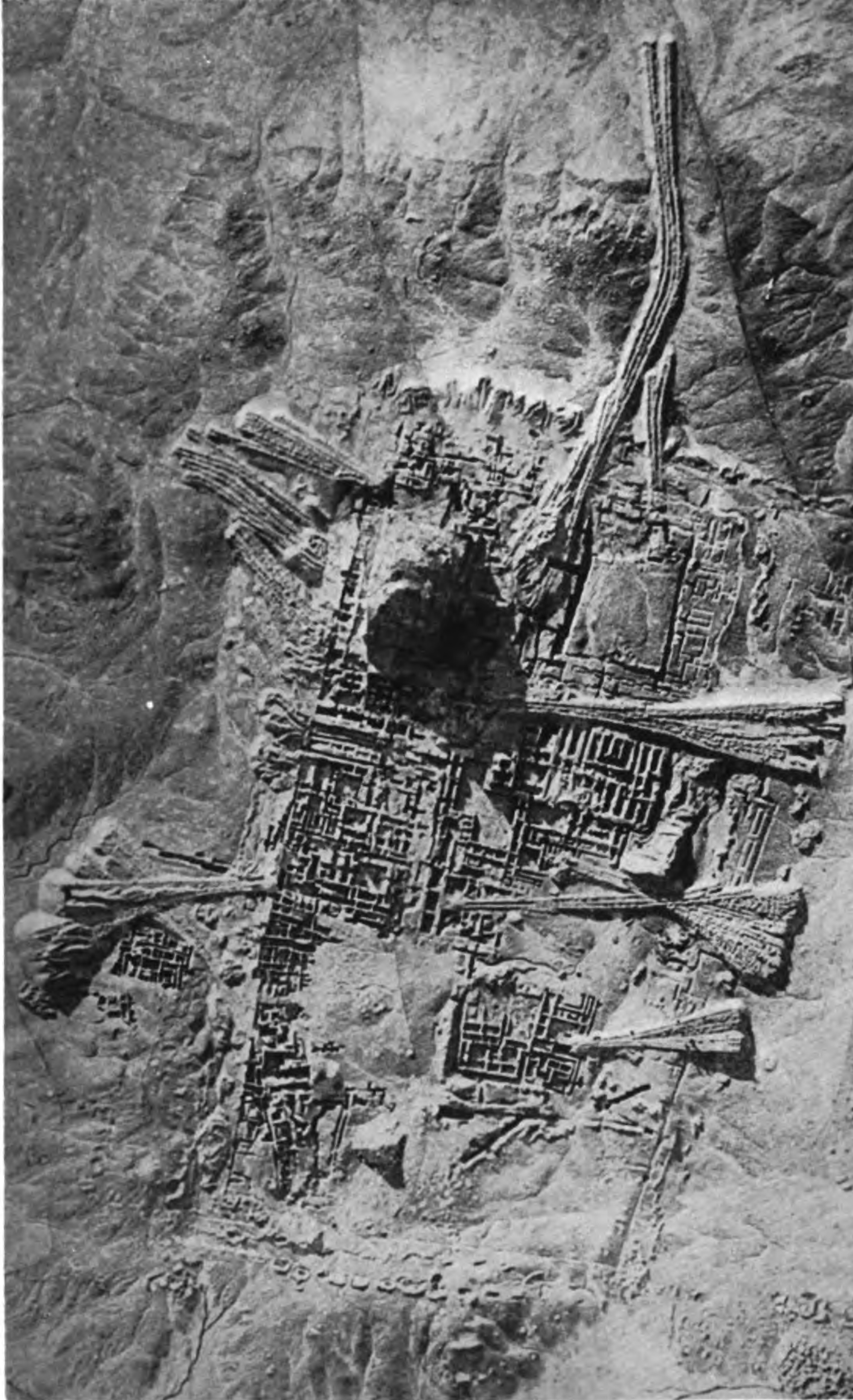
Photographie aérienne du quartier sacré du site d'Ur à la période des fouilles britanniques, 1927.

La carte politique du Moyen-Orient est bouleversée par le démembrement et la fin de l'empire ottoman en 1918. La France exerce alors son mandat sur la Syrie et le Liban (et exerce un monopole sur les fouilles en Iran et Afghanistan), et le Royaume-Uni sur l'Irak. Des services des antiquités sont créés dans ces pays, ce qui facilite le travail des archéologues occidentaux, et en particulier ceux des pays mandataires. La sécurité et les communications sont améliorées, les autorisations de chantiers plus fiables. Du point de vue des méthodes cette période voit également des progrès s'accomplir, avec un plus grand souci pour la stratigraphie, l'usage de la photographie aérienne, même si Mortimer Wheeler considère que ce qu'il a observé lors d'un voyage qui l'a conduit en 1936 sur les chantiers de fouilles du Proche-Orient est très loin des standards européens de l'époque, et André Parrot entame ses fouilles à Tello en 1931 avec très peu de moyens humains.
Cette période voit donc une explosion du nombre de chantiers de fouilles, et plusieurs découvertes majeures pour la connaissance des civilisations du Proche-Orient ancien, historiques mais aussi préhistoriques (ces dernières étant hors du cadre de l'assyriologie). Dans le sud de l'Irak, les Britanniques ouvrent ainsi des chantiers à Tell Abu Sharain (Eridu), Tell el-Obeid, Tell Muqqayar (Ur) et le site voisin d'El Obeid. Une autre équipe anglo-américaine fouille au même moment une autre ville mésopotamienne majeure, Kish (sites de Tell Ingharra et Tell el-Oheimir), et également le site voisin de Djemdet-Nasr. Un autre site des premiers stades de la civilisation mésopotamienne, Fara, l'antique Shuruppak (déjà exploré succinctement par des équipes allemandes), est fouillé par des Américains. Les équipes allemandes s'attaquent à un chantier majeur, celui de Warka, l'antique Uruk, où elles dégagent des ensembles de bâtiments des périodes à cheval entre la préhistoire et l'histoire, niveaux archéologiques qui livrent également des œuvres artistiques de premier plan et les plus anciens exemples de tablettes écrites connues. Les Français, surtout actifs en Syrie, reprennent quant à eux le chantier de Tello entre 1930 et 1933, puis entament les fouilles d'un autre vaste site, Tell Senkereh, l'antique Larsa, ravagé par des fouilles clandestines.
Dans le nord du pays Reginald Campbell Thompson rouvre les fouilles à Ninive, entre 1927 et 1932, effectuant là aussi plusieurs découvertes significatives sur les périodes archaïques. Des équipes américaines reprennent quant à elles les fouilles de Khorsabad. L'apparition de tablettes issues de fouilles clandestines dans la région de Kirkuk attire l'attention sur de nouveaux sites antiques. C'est Yorghan Tepe, l'antique Nuzi, qui est fouillé entre 1925 et 1931, et livre une abondante documentation architecturale et épigraphique. Encore plus au sud, la vallée de la Diyala est explorée par une équipe américaine qui fouillent plusieurs sites : Tell Asmar (Eshnunna), Khafadje (Tutub), Ishchali (Nerebtum) et Tell Agrab (nom antique inconnu). Les découvertes sont diverses et très importantes, et les archéologues fouillant ces sites établissent une chronologie qui devait servir de référence pour la période qui va d'environ 2900 à 2400 av. J.-C., le « Dynastique archaïque » (Early Dynastic). En revanche leur proposition d'une période « Protolittéraire » (Protoliterate) pour les phases antérieures est délaissée au profit d'une autre. On lui préfère une chronologie établie lors d'une conférence à Bagdad en 1930, qui pose les bases du découpage de la fin de la préhistoire mésopotamienne, en trois périodes de durée inégale nommées à partir des sites alors jugés les plus représentatifs de celles-ci : Obeïd, Uruk et Djemdet Nasr.
En 1933 les autorités irakiennes mettent en place une nouvelle réglementation sur le partage des résultats des fouilles, qui leur est plus favorable que par le passé, ce qui entraîne la fin de la plupart des chantiers entrepris par les pays Occidentaux car leurs perspectives d'enrichir les collections de leurs musées s'amenuisent. Seuls les Allemands restent à Uruk jusqu'en 1939.

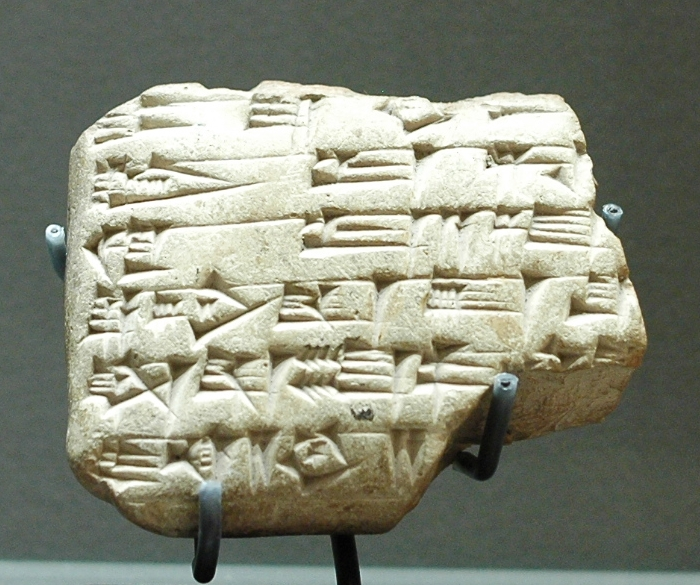
Tablette des archives royales de Mari, Musée du Louvre.

Les archéologues se reportent alors sur la Syrie. Les phases historiques antérieures à l'Antiquité classique de la région sont inconnues avant 1918, et plusieurs chantiers fouillés brièvement par des équipes françaises dans les années 1920 ont permis de mettre en avant ses potentialités pour l'exploration archéologique : Tell Nebi Mend (Qadesh), Tell Mishrife (Qatna), Arslan Tash (Hadatu) et Tell Ahmar (Til Barsip). Les Allemands ont repris le chantier de Tell Halaf entre 1927 et 1929. En 1928 l'attention des archéologues est portée vers le site côtier de Minet el-Beida, puis le site voisin, bien plus vaste, de Ras Shamra, qui renferme les ruines de l'antique Ugarit. En 1933 est découvert de manière fortuite un autre site de premier ordre, Tell Hariri, l'antique Mari, où A. Parrot se rend après la fermeture du chantier de Tello. Les Britanniques fouillent plusieurs sites en Syrie dans les années 1930 : Chagar Bazar, Tell Brak, Tell Açana (Alalakh), apportant également des connaissances notables sur les phases de l'âge du Bronze de la région.
En Turquie, la principale découverte de la période pour les phases historiques est celle du site de Kültepe, l'antique Kanesh/Nesha, révélée là encore par l'apparition de tablettes issues de fouilles clandestines, repérées par Hrozny en 1925. Le site livre un quartier de marchands assyriens établis là au XIXe siècle av. J.-C., et des milliers de tablettes issues de leur correspondance commerciale. Les fouilles de Boğazköy reprennent en 1931 sous la direction de Kurt Bittel et s'accompagnent de nouvelles découvertes permettant d'approfondir la connaissance de la civilisation hittite, architecturales comme épigraphiques.
En Iran, les fouilles de Suse reprennent avec des équipes françaises. Dans le Fars, les sites achéménides font également l'objet de fouilles, d'abord Pasargades et surtout Persépolis (où est mise au jour l'imposante archive des fortifications).

#### Nouveaux domaines de recherche et quête de l'«autonomie conceptuelle»
Le milieu des études sur la Mésopotamie et le Proche-Orient ancien d'après 1918 voit les publications spécialisées se multiplier. En 1922 également est lancé par Bruno Meissner de l'Université de Leipzig un projet de dictionnaire encyclopédique des études assyriologiques, Reallexikon der Assyriologie (RlA), dont le premier tome paraît en 1928. Thureau-Dangin publie en 1926 Le syllabaire accadien, qui établit les règles fondamentales des manuels de signes cunéiformes,.

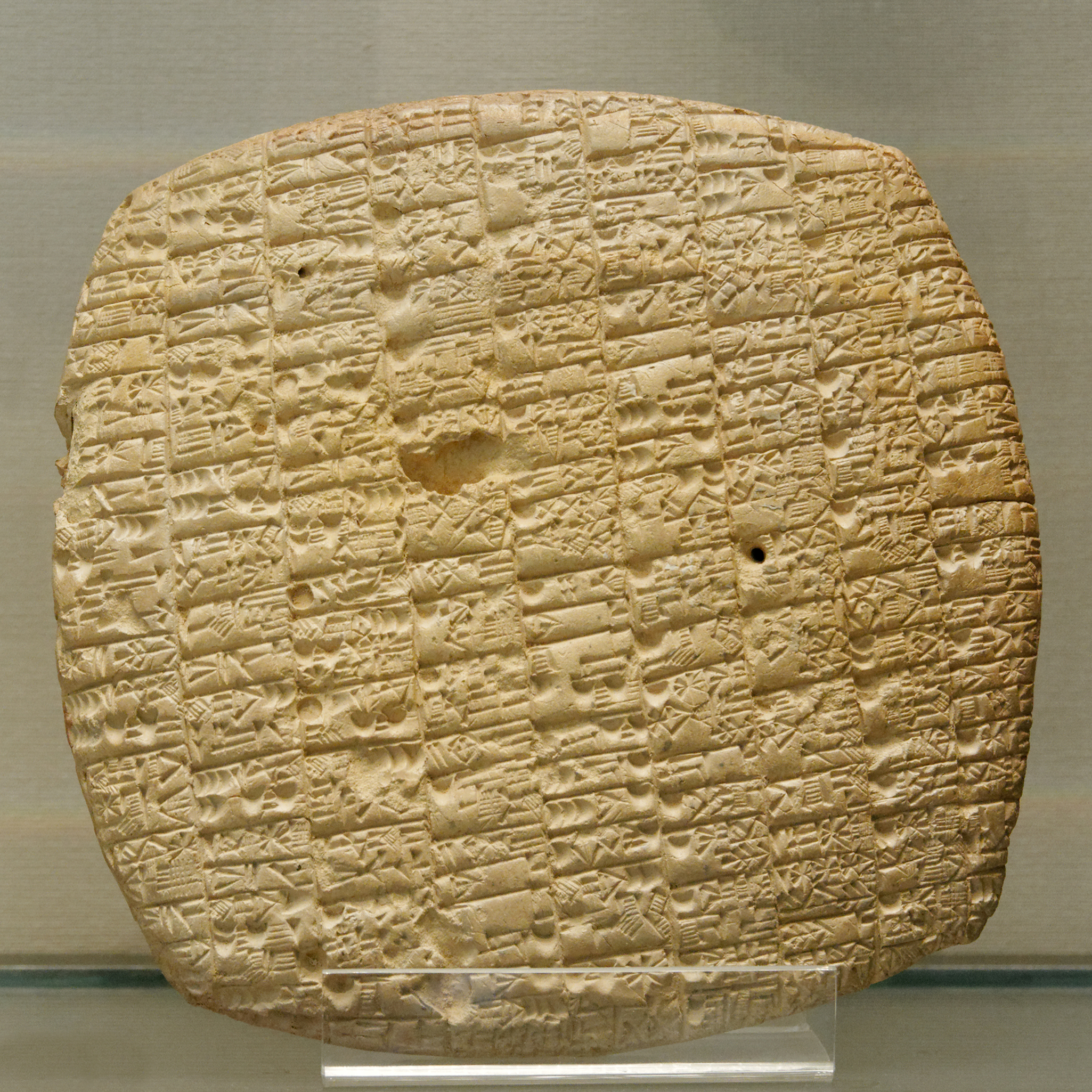
Tablette des archives du temple de Bau de Girsu (v.), qui ont servi pour la formulation du modèle de la « cité-temple ». Musée du Louvre.

Les études assyriologiques ont gagné de nouveaux domaines grâce aux publications et analyses des nombreux textes mis au jour depuis la fin du XIXe siècle. Les publications de tablettes administratives et économiques donnent naissance aux premières propositions d'interprétation des systèmes politiques et économiques de la Mésopotamie antique. Anton Deimel édite ainsi des tablettes du XXIVe siècle av. J.-C. et développe à partir d'elles la théorie de la « cité-temple » (Tempelstadt) selon laquelle les premières cités-États sumériennes sont des sortes de théocraties où le temple possède toutes les terres et constitue donc le pôle économique, conjointement aux travaux (aux conclusions voisines mais différentes sur plusieurs points) de l'historienne spécialiste des économies anciennes Anna Schneider (et, après 1945, du sumérologue Adam Falkenstein),,. Plus largement les études sur les textes sumérien progressent dans les années 1920-1930, sous l'impulsion de Deimel, d'Arno Poebel, d'Edward Chiera puis de Samuel Noah Kramer.
La découverte de lots de tablettes importants en Syrie (Ugarit, Mari, Alalakh) et en Turquie (Kültepe) offre de nouvelles perspectives de recherche sur des régions et périodes jusqu'alors mal connues, mais ce sera surtout l'affaire des périodes après 1945, le temps qu'un nombre suffisamment important de textes soit édité, traduit et étudié. L'alphabet cunéiforme découvert à Ugarit est rapidement déchiffré, par les efforts conjugués d'Édouard Dhorme, Charles Virolleaud et Hans Bauer.
La découverte du Code de Hammurabi et de nombreux textes législatifs a ainsi donné naissance à la branche de l'histoire des droits cunéiformes, investie par des spécialistes d'histoire juridique antique tels que Josef Kohler, Paul Koschaker, Mariano San Nicolò, Édouard Cuq,. L'édition des tablettes relatives aux sciences mésopotamiennes permet quant à elle le développement de leur étude. Cela ressort en particulier des mathématiques, grâce aux travaux d'édition et d'analyse de François Thureau-Dangin (Textes mathématiques babyloniens, 1928) et Otto Neugebauer (Mathematische Keilschrifttexte, 1935-1937), qui met en place un projet sur plusieurs décennies sur les sciences de l'Antiquité,.

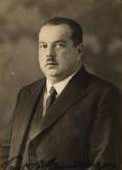
Benno Landsberger (1890-1968).

Les études sur la Mésopotamie antique ont donc gagné progressivement en densité, diversité et aussi en autonomie. En particulier les études assyriologiques se délestent peu à peu du poids que faisait peser sur elles les études bibliques depuis leurs débuts, situation qui avait été particulièrement pesante dans les années de la querelle Babel und Bibel. En 1926, Benno Landsberger publie un travail pionnier, Die Eigenbegrifflichkeit der babylonischen Welt, dans lequel il souhaite l'« autonomie conceptuelle » des études assyriologiques,.

#### Les assyriologues et le contexte politique des années 1930
À partir de 1933 l'assyriologie allemande est prise dans la tourmente qui accompagne la mise en place de la dictature d'Hitler, qui entraîne une véritable saignée parmi ses rangs. Parmi les principales figures démises de leurs fonctions académiques et quittant le pays à cette période, en raison de leurs origines juives ou de leurs positions politiques, se trouvent Landsberger, Güterbock, Kraus, Oppenheim, Herzfeld, Neugebauer, et Götze. Les trois premiers trouvent refuge à Istanbul, où ils participent à la constitution des études sur le Proche-Orient ancien en Turquie (voir plus bas). Les autres se réfugient aux États-Unis où ils ont également un impact majeur sur les études assyriologiques. Quant à ceux qui restent (Frank, Meissner, Ungnad, Unger, von Soden, etc.), ils semblent pour plusieurs avoir adhéré au moins en partie à l'idéologie nazie. Un cas bien étudié est celui de Wolfram von Soden, qui considère dans un ouvrage sur l'empire assyrien (Der Aufstieg des Assyrerreichs als geschichtliches Problem, 1937) que celui-ci doit son essor à l'intégration d'éléments aryens, ce qui reflète une adhésion aux schémas de pensée promus par l'idéologie nazie, certes pas totale puisqu'elle ne ressort pas de ses autres travaux de l'époque. Les chercheurs qui sont des Nazis convaincus ont plutôt tendance à passer sous silence les civilisations sémitiques telles que les Assyriens. L'emphase semble avoir été mise sur les études sur les Hittites, en raison du caractère indo-européen de ce peuple.
Ces années sont marquées par des discussions sur les « races » antiques, vues comme un facteur cardinal dans l'organisation et l'évolution de ces sociétés, ce qui n'est pas spécifique à l'Allemagne nazie, loin de là. Dans ce contexte Thorkild Jacobsen, un jeune assyriologue danois implanté aux États-Unis, publie un article dans lequel il bat en brèche ces conceptions, autour de la critique du supposé conflit entre Sumériens et Akkadiens (« The Assumed Conflict between Sumerians and Semites in Early Mesopotamian History », dans JAOS, 1939). En URSS, les études assyriologiques soviétiques se constituent dans les années 1930 autour de Vassili Struve, sous le prisme des approches historiques compatibles avec la pensée de l'époque stalinienne,.

### Assyriologie et études sur le Proche-Orient ancien depuis 1945

#### Les fouilles de la seconde moitié duXXesiècle

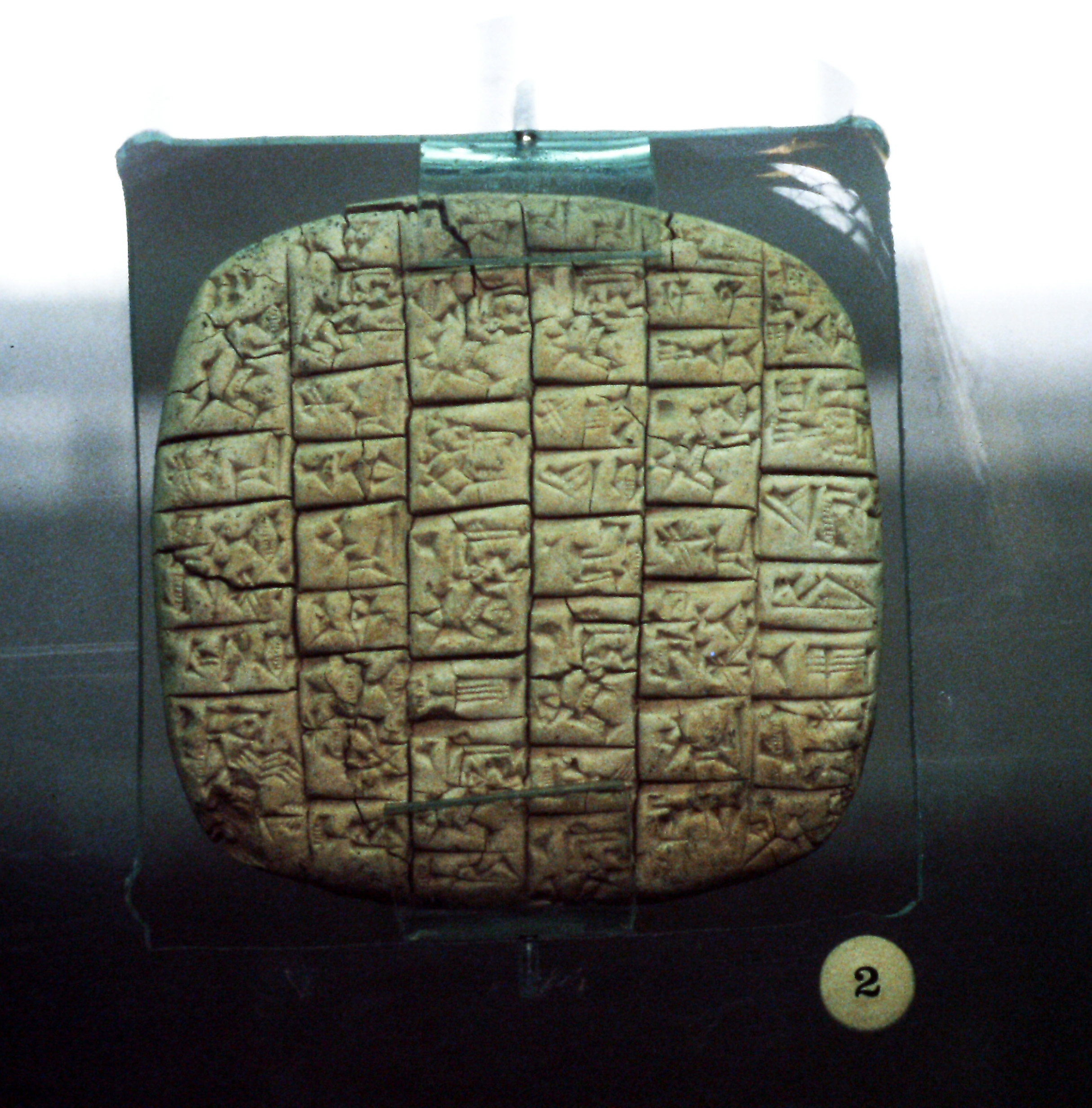
Tablette provenant des archives d'Ebla, Musée national d'Alep.

Après 1945, les chantiers interrompus avant la guerre peuvent rouvrir. Le contexte politique a changé puisque les mandats occidentaux sont finis, les institutions archéologiques nationales prenant le relais. L'archéologie se professionnalise durant cette période, une nouvelle génération se formant sur les chantiers du Proche-Orient, dont certains éléments dirigent ensuite des fouilles. Les méthodes s'améliorent considérablement, avec l'ouverture à la pluridisciplinarité, qui se voit surtout pour les chantiers des sites préhistoriques, l'emploi d'instruments plus perfectionnés, la pratique des prospections au sol, les progrès des études environnementales et de la cartographie, aussi l'intégration d'instruments analytiques issus de l'histoire culturelle et de l'anthropologie.
Les chantiers ouverts après 1945 sont généralement dans la continuité de la phase précédente. Les équipes irakiennes reprennent la fouille d'Eridu, les Allemands celle d'Uruk, les Français Mari, Ugarit et Suse. Les Anglais reviennent à Nimroud en 1949, les Américains à Nippur en 1948. D'autres chantiers sont ouverts. Dans le Nord de l'Irak, les Anglais fouillent Balawat et Tell Rimah. En 1988-90 les équipes irakiennes fouillent à leur tour Nimroud, et y découvrent les tombes de reines néo-assyriennes avec leurs trésors. Dans le sud de l'Irak les Américains puis les Anglais fouillent Abu Salabikh, les Allemands Isin, les Français Larsa, les Belges Tell ed-Der, les Autrichiens à Borsippa. Après 1990 ces chantiers de fouilles sont pour la plupart interrompus par la première guerre du Golfe. La Syrie prend de plus en plus d'importance, puisque dans le sillage des découvertes d'Ugarit et de Mari un nouveau site majeur est mis au jour, Tell Mardikh, l'antique Ebla, exhumé par des équipes italiennes dirigées par Paolo Matthiae à partir de 1968, qui révèle l'existence d'un royaume archaïque avec des milliers de tablettes écrites, alors qu'on pensait que cette région n'avait pas atteint ce degré de complexité. Bien d'autres chantiers sont ouverts en Syrie durant cette époque : Tell Brak, Tell Leilan, Tell Mozan, Tell Beydar, Tell Ashara, Tell Sheikh Hamad, etc. Les fouilles de sauvetage sont une caractéristique des années 1970 : plusieurs barrages sont construits sur des cours d'eau de la région, menaçant l'engloutissement de sites archéologiques, ce qui motive la constitution de programmes de fouilles avec des équipes de plusieurs pays afin d'explorer les sites les plus significatifs repérés. De 1968 à 1975 la construction du barrage de Tabqa sur l'Euphrate syrien conduit à la découverte de plusieurs sites, tels que Tell Meskene, l'antique Emar, ville de l'âge du Bronze qui a livré plusieurs bâtiments et de nombreuses tablettes, ainsi que les « colonies » de la période d'Uruk (Habuba Kabira, Djebel Aruda). De 1978 à 1980 c'est le tour du bassin du Hamrin, dans la vallée de la Diyala en Irak oriental, puis l'Euphrate irakien en prévision de la construction du barrage de Haditha et le Tigre avec le barrage Saddam.
En Turquie l'exploration des sites de l'âge du Bronze se poursuit, surtout sous la direction d'équipes turques ou allemandes : en premier lieu Boğazköy et Kültepe, mais des sites provinciaux hittites sont également explorés et certains livrent à leur tour des archives : Maşat Höyük, Ortaköy, Kuşaklı, etc.

#### L'extension géographique de la recherche assyriologique
Après 1945 les études sur le Proche-Orient ancien gagnent du terrain dans de nouveaux pays, entraînant une internationalisation de la discipline.

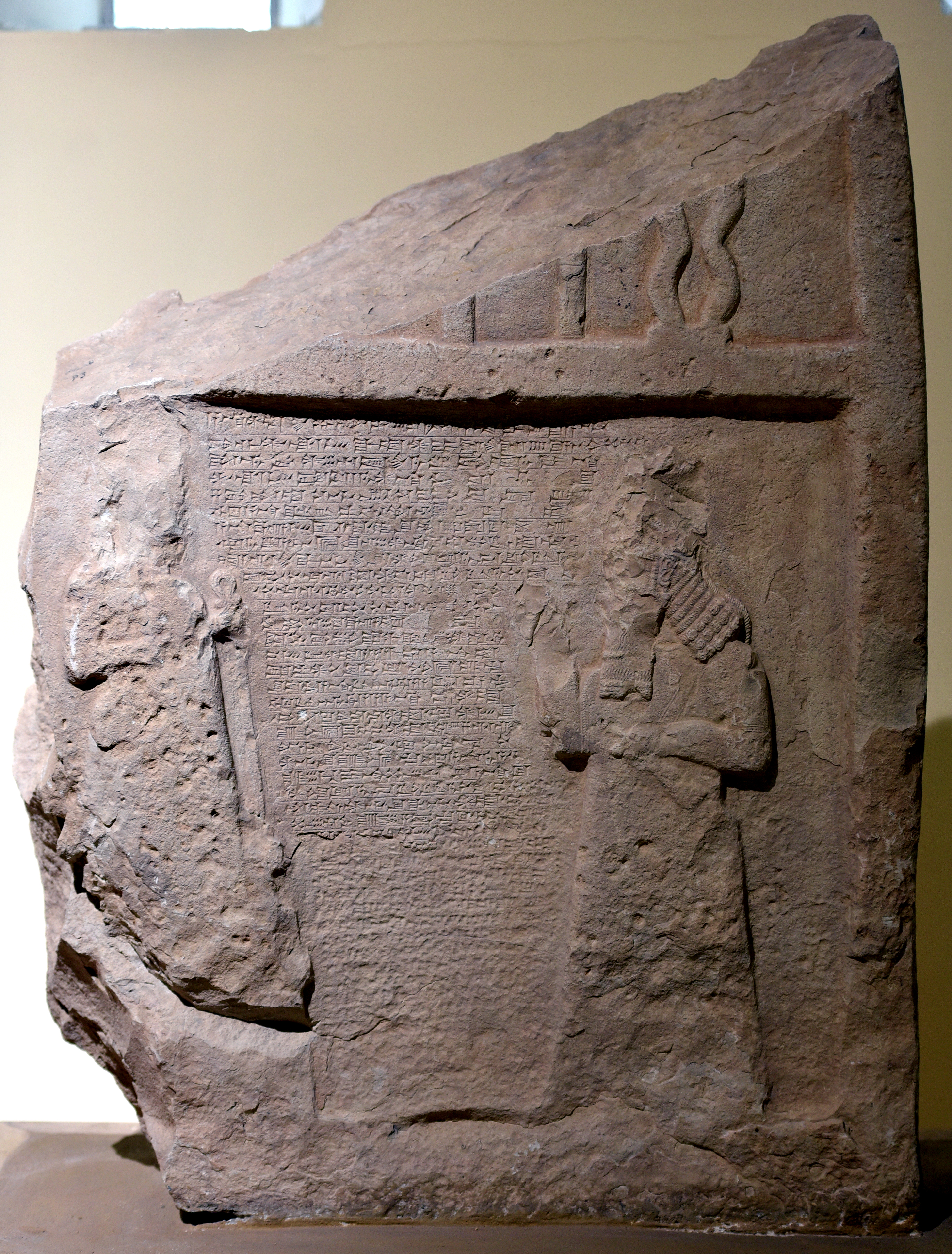
Stèle du gouverneur Ninurta-kudurri-usur de Suhu et de Mari,, mise au jour au début des années 1980 par des archéologues irakiens, lors des fouilles de sauvetage liées à la construction du barrage de Haditha. Musée national d'Irak.

En Irak, les études sur le passé mésopotamien débutent après 1918 dans le contexte du mandat britannique, dans un contexte de formation nationale, qui mobilise par moments le passé antique du pays. Les premiers directeurs des services des antiquités du pays (la première étant la Britannique Gertrude Bell) s'attellent à constituer un musée pour présenter le passé antique du pays, et à réguler les fouilles archéologiques et le sort des objets fouillés. Des archéologues se forment en Europe, et sont en mesure de diriger des chantiers après 1945, tels Taha Baqir, Fuad Safar et Faraj Basmachi. Après l'établissement de la République en 1958, les rapports avec le pouvoir se politisent de plus en plus : certes des archéologues sont choisis, mais ils doivent être en accord avec le régime. Cela s'accélère avec l'arrivée au pouvoir du régime baasistes à partir de 1968, et surtout durant la période de Saddam Hussein. Celui-ci se présente comme le successeur des plus illustres rois babyloniens et assyriens. Divers programmes de restauration de sites antiques sont engagés, à des fins touristiques, auxquels les archéologues nationaux participent, suivant les directives du pouvoir. Ceux qui sont jugés comme non conformes à l'idéologie du pouvoir sont écartés, et de nombreux archéologues et assyriologues irakiens fuient le pays, alors d'autres laissent la vie durant le conflit contre l'Iran. Cela n'empêche pas les archéologues irakiens de contribuer considérablement à l'exploration archéologique de leur pays, jusqu'à l'orée de la première guerre du Golfe, quand sont mises au jour les tombes des reines de Nimroud et leur impressionnant matériel funéraire (1988-90). Ce conflit entraîne la fin des chantiers étrangers, et renforce l'isolement des chercheurs locaux, et les suites de la seconde guerre du Golfe aggravent encore plus la situation.
En Turquie, le premier développement des études sur les textes cunéiformes se produit lorsque des assyriologues allemands chevronnés fuyant l'Allemagne nazie sont accueillis : Benno Landsberger, Hans Gustav Güterbock et Fritz Rudolf Kraus. La venue de Landsberger est facilitée par un étudiant turc venu en Allemagne pour suivre des cours sur le Proche-Orient ancien, Sedat Alp, qui devient ensuite un des pionniers des études turques sur le Proche-Orient ancien. Kraus étudie les textes mésopotamiens entreposés depuis l'époque ottomane au musée d'Istanbul, avant d'intégrer également l'université d'Istanbul, Landsberger et Güterbock donnent à partir de 1935 des cours à l'université d'Ankara, dans leurs domaines respectifs, Sumer et les Hittites, et contribuent à former des spécialistes turcs dans ces domaines, tels que Kemal Balkan et Emin Bilgiç, qui prennent une part active dans la publication des textes de Kültepe après 1945. Landsberger et Güterbock voient leurs fonctions universitaires révoquées en 1948 et partent pour les États-Unis, dans un contexte de poussée nationaliste qui affecte le milieu de la recherche. Depuis plusieurs générations d'archéologues et spécialistes du cunéiforme sont formées en Turquie, travaillant avant tout sur les sites et tablettes de leur pays.
En Europe, les études sur le Proche-Orient ancien connaissent également une expansion notable, plusieurs pays développant de solides traditions assyriologiques (Italie, Pays-Bas, Belgique, Finlande, Tchécoslovaquie, Pologne, URSS/Russie, etc.). Pour prendre un exemple, en Belgique quelques universitaires s'initient aux études assyriologiques dès la fin du XIXe siècle, et les études s'y implantent dans la première moitié du XXe siècle, aux universités de Louvain et Liège. Aux Pays-Bas, les études assyriologiques se développent après-guerre autour de l'université de Leyde et de l'Institut néerlandais pour le Proche-Orient (Historisch-Archaeologisch Instituut in het Nabije Oosten), formant une première génération de chercheurs (Jan van Dijk, Jan Lettinga, Rykle Borger, Willem H.Ph. Römer), qui pour plusieurs font carrière à l'étranger, alors que F. R. Kraus y prend la direction des études assyriologiques en 1953.
Les études assyriologiques gagnent également l'Extrême-Orient, en premier lieu le Japon. Parallèlement se met en place l'archéologie japonaise du Proche-Orient ancien. Elles s'implante plus tardivement en Chine, mais bien plus timidement.

#### Les évolutions des approches et domaines de recherche
Les études sur l'assyriologie et le Proche-Orient ancien connaissent une meilleure implantation dans les universités, surtout à partir des années 1970, même si elle reste très limitée. Dans ce milieu les approches divergent selon les pays,. Aux côtés des structures universitaires la recherche et l'enseignement peuvent se dérouler dans d'autres institutions, souvent publiques, comme le Centre National de la Recherche Scientifique (CNRS) en France et le Consiglio Nazionale delle Ricerche (CNR) en Italie, parfois des organismes spécialisés dans les études orientales comme l'Oriental Institute de Chicago, le Historisch-Archaeologisch Instituut in het Nabije Oosten à Leyde et le Carsten Niebuhr Institute à Copenhague,. L'assyriologie et les études sur le Proche-Orient ancien gagnent aussi en cohérence avec la création de congrès internationaux de chercheurs, en premier lieu les Rencontres Assyriologiques Internationales (RAI) créées en 1948 par des universitaires français et belges,,. De nombreuses nouvelles revues voient le jour. Journal of Cuneiform Studies (JCS) est lancé en 1947 par les American Schools of Oriental Research, Altorientalische Forschungen (AFo) par l'académie de Berlin en Allemagne de l'Est en 1975, la revue Sumer en Irak, dont le premier volume date de 1945, des revues spécialisées dans certains domaines, comme Journal of the Economic and Social History of the Orient (JESHO) en 1957 (dont le cadre géographique excède largement le Moyen-Orient), ou dans une aire géographique, comme Anatolian Studies qui paraît depuis 1951.

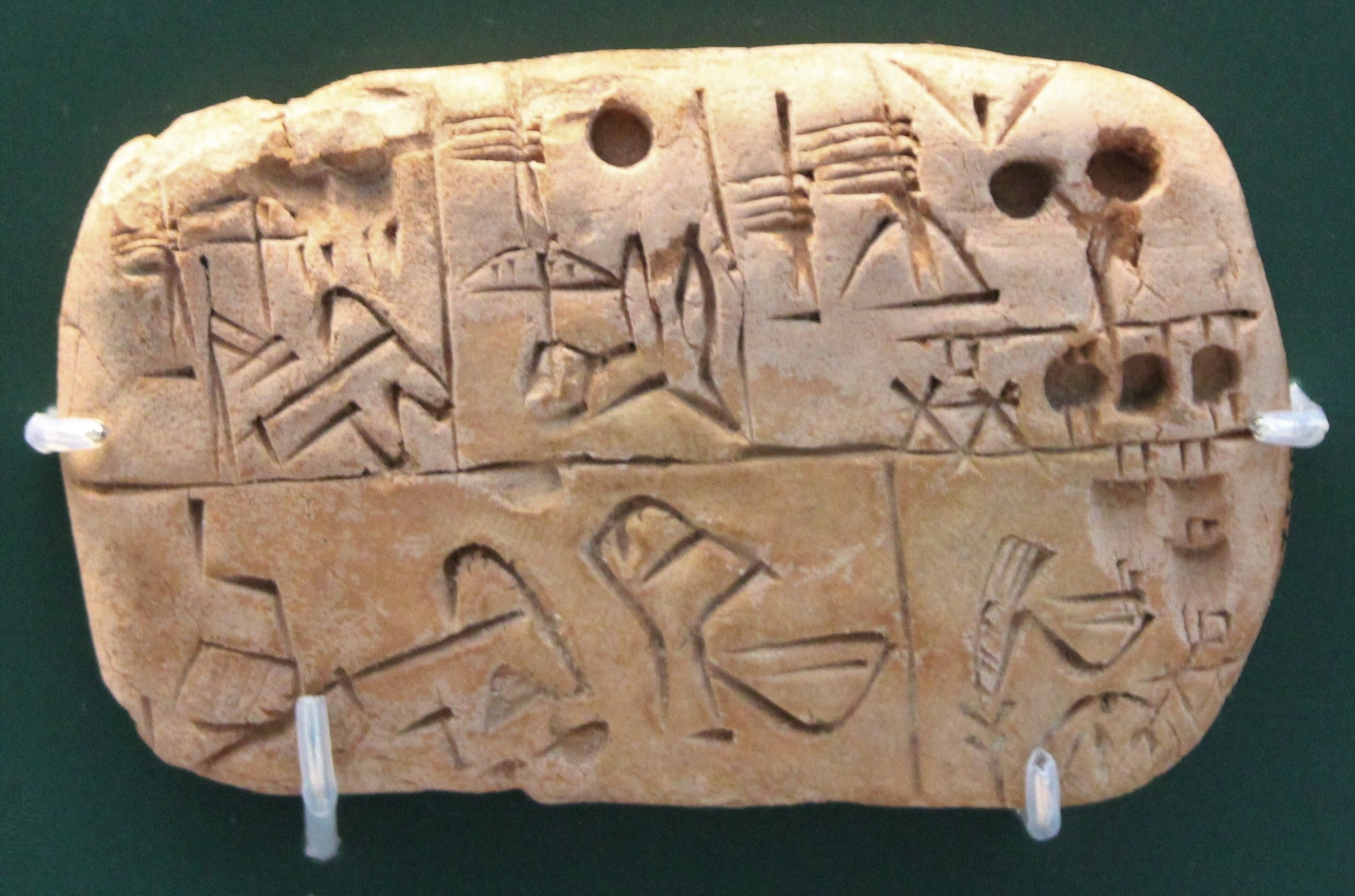
Tablette « proto-cunéiforme » de la période d'Uruk récent (v. 3200-3100 av. J.-C.), provenance inconnue, un des témoins des premiers temps de l'écriture en Mésopotamie. British Museum.

Cette période voit la naissance et la concrétisation de projets d'éditions de textes cunéiformes dans des ensembles cohérents, par sites, périodes ou thématiques : en 1950 paraît le premier volume des Archives Royales de Mari (ARM), visant à publier les tablettes issues des fouilles du palais royal de cette ville ; une édition des textes archaïques d'Uruk (Archaische Texte aus Uruk, ATU), donc les plus anciens écrits connus provenant de Mésopotamie, est commencée par Falkenstein dès 1965 mais concrétisée à partir de 1982 par H. Nissen, R. Englund, M. Green et P. Damerow, ce qui se traduit par de grandes avancées dans la connaissance des débuts de l'écriture (mobilisant aussi des tablettes d'autres provenances) ; l'Université de Toronto met en place une série d'éditions des inscriptions royales mésopotamiennes, regroupées par périodes (Royal Inscriptions of Mesopotamia, RIM, publiées depuis 1987) ; l'Université d'Helsinki, sous la direction de S. Parpola, lance un ensemble d'éditions des textes provenant des capitales de l'empire néo-assyrien, en premier lieu les archives royales (State Archive of Assyria, SAA), avec des journaux et collections d'études sur cette même période.
Du point de vue des instruments de la recherche, les publications de projets antérieurs se poursuivent et de nouveaux voient le jour : dictionnaires (Chicago Assyrian Dictionary, sous la supervision d'Oppenheim, Güterbock, Landsberger, Gelb et Jacobsen ; Akkadisches Handwörterbuch (AHw) de von Soden publié entre 1954 et 1981) ; manuels standards du cunéiforme (René Labat, Manuel d'épigraphie akkadienne (Signes, Syllabaires, Idéogrammes), 1948 ; Rykle Borger, Assyrisch-babylonische Zeichenliste, 1981). Il n'y a en revanche pas de projet de dictionnaire sumérien pendant longtemps, l'outil lexicographique employé pour cette langue étant la série des Materials for the Sumerian Lexicon / Materialien zum sumerischen Lexikon (MSL) éditée par Landsberger et Civil à partir de 1938. En 1984 est finalement lancé le projet du Sumerian Dictionary de l'Université de Pennsylvanie (PSD), par Ä. Sjöberg puis S. Tinney, dont la publication s'effectue finalement en ligne,. La connaissance de la langue sumérienne progresse également au fur et à mesure que sont publiés des textes et que l'on discute sur le vocabulaire et les principes grammaticaux.
| |  |  |
| Les écritures de l'hittitologie : tablette en hittite cunéiforme provenant de Hattusa, prière du roi hittite Arnuwanda Ier et de son épouse Asmunikkal adressée à la Déesse-soleil d'Arinna (XIVe siècle av. J.-C., musée archéologique d'Istanbul) et inscription en hiéroglyphes hittites du roi Kiyakiya de Shinuhtu mise au jour à Aksaray (VIIIe siècle av. J.-C., musée d'Aksaray). |  |  |

Dans les études sur les Hittites des tendances similaires s'observent : un dictionnaire est élaboré à Chicago sur le modèle de celui de l'akkadien (Chicago Hittite Dictionary), ainsi qu'un syllabaire propre aux textes hittites (C. Rüster et E. Neu, Hethitisches Zeichenlexikon, 1989), Emmanuel Laroche a élaboré un Catalogue des Textes Hittites (CTH, 1971). Une singularité de cette aire civilisationnelle est la présence d'une écriture non-cunéiforme, les hiéroglyphes hittites, transcrivant la langue louvite, dont la connaissance a fortement progressé. Divers progrès s'effectuent également dans les langues moins bien connues transcrites en cunéiforme, par exemple le hourrite, mieux compris depuis la découverte en 1983 de textes bilingues hittite-hourrite à Boğazköy,.
D'un point de vue méthodologique, un autre sujet important des études sur le Proche-Orient ancien est le lien entre les assyriologues, historiens-philologues travaillant sur les textes, et les archéologues (et historiens de l'art) travaillant sur les autres vestiges matériels. Le lien est toujours existant, puisque le matériel épigraphique exploité par les premiers provient exclusivement de fouilles (régulières ou clandestines). Mais les archéologues ont souvent considéré que les assyriologues voyaient leur travail avec un certain mépris, ou du moins une condescendance qui subordonnait les sources non-écrites aux sources écrites, et qui faisait que les travaux des assyriologues se préoccupent généralement peu des sources autres qu'écrites. Progressivement des ponts ont été établis entre les deux, notamment à l'initiative de Th. Jacobsen et des quelques chercheurs qui combinent expérience épigraphique et archéologique (J. N. Postgate en particulier), alors que la diversification des méthodes archéologiques (notamment l'essor des prospections, des analyses culturelles et anthropologiques) facilite la communication entre disciplines historiques. Cela rejoint une tendance plus générale en histoire ancienne, qui tend à faire de l'histoire dans son acception traditionnelle (c'est-à-dire l'étude des textes avant tout) une discipline parmi d'autres, sans qu'elle ait un statut dominant et que les autres ne soient réduites à la condition de disciplines « auxiliaires ».
Les objets d'études des travaux des assyriologues et spécialistes du Proche-Orient ancien se stabilisent quelque peu : depuis la seule Assyrie des pionniers, la découverte des autres composantes de la Mésopotamie antique avaient donné naissance à la notion de « civilisation assyro-babylonienne », ou de « civilisation mésopotamienne », qui s'est imposée à partir des années 1930. Mais ce cadre s'est retrouvé dépassé par la découverte de tablettes cunéiformes au-delà des limites de la Mésopotamie antique, en Susiane, en Syrie, en Anatolie, avant tout. S'est donc aussi imposée la notion de « Proche-Orient ancien », dont la Mésopotamie est un pôle majeur, mais une composante parmi d'autres ; en sachant qu'on y inclut couramment des régions n'ayant pas, ou très peu, pratiqué l'écriture cunéiforme, et parfois l'Égypte antique, pour en faire une sorte de regroupement des civilisations à l'origine des civilisations « occidentales ». D'autres encore vont préférer « Asie du sud-ouest », pour éviter d'employer le terme connoté d'« Orient ».
Pour ce qui concerne les axes de recherche historiques, ils restent dominés par les problématiques chronologiques, et plus largement l'histoire événementielle. Celle-ci a certes peu les faveurs des historiens depuis les travaux de l'École des Annales, mais pour le Proche-Orient ancien la reconstitution des événements reste une problématique cruciale, et la chronologie absolue n'est pas établie avec précision pour une majeure partie de l'histoire mésopotamienne (en gros avant 1000 av. J.-C.). La « chronologie moyenne », établie dans les années 1960-70, est la plus employée, mais elle reste discutée, et contestée par d'autres chronologies alternatives, notamment des chronologies basse ou ultra-basse qui réduisent l'écart chronologique,. À côté de cela, les études sur l'histoire économique, sociale et culturelle sont restées en retrait en dépit de l'intérêt présenté par les sources cunéiformes administratives, juridiques, savantes et épistolaires, pour ces sujets. En 1960, Oppenheim appelait à une orientation de la discipline vers l'anthropologie, et la pluridisciplinarité pour éclairer les textes qu'un historien-philologue n'était pas formé pour analyser convenablement (en histoire des sciences), et plus largement à mieux analyser le contexte de production des écrits étudiés, à se placer du point de vue antique plutôt que moderne. Puis il publiait quelques années plus tard une synthèse sur la civilisation mésopotamienne (Ancient Mesopotamia: Portrait of a Dead Civilization, 1964) qui a fait date par son approche mettant au second plan les questions événementielles.

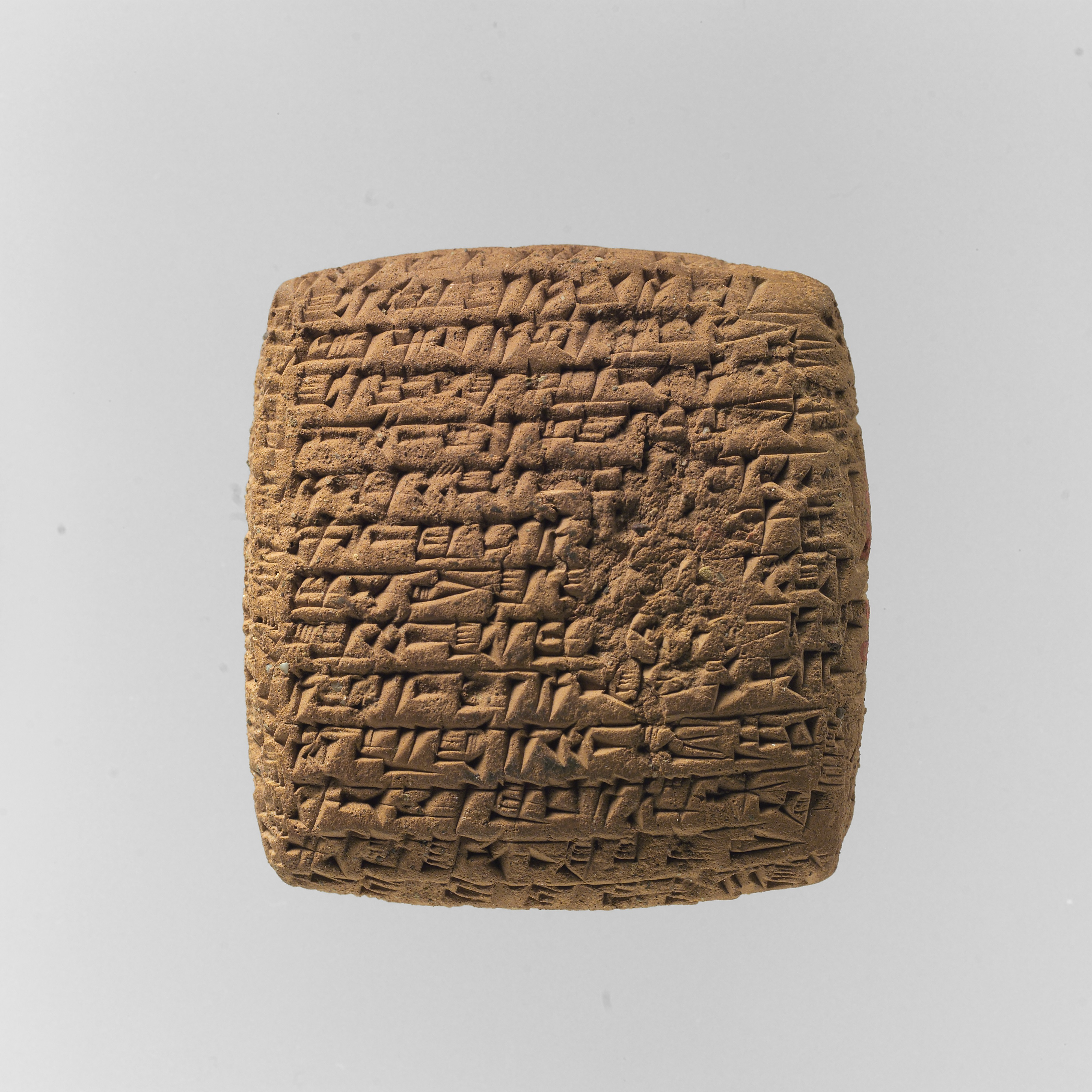
Lettre de la correspondance des marchands assyriens mise au jour à Kültepe (Turquie), documentation incontournable pour l'étude du commerce dans le Proche-Orient ancien., Metropolitan Museum.

L'histoire économique et sociale, qui connaît généralement un essor dans le contexte de l'après-1945 et surtout après 1960, s'est considérablement développée en assyriologie grâce à l'apport des dizaines de milliers de tablettes économiques et juridiques, en puisant d'ailleurs dans le développement de l'histoire du droit en assyriologie. Les questions de constitution des dossiers et de reconstitution des archives antiques sont primordiales dans ces domaines,. Du point de vue conceptuel, les études sont marquées par des débats entre « modernistes » et « primitivistes », ou plutôt « formalistes » et « substantivistes », c'est-à-dire entre ceux qui estiment que l'économie antique peut s'étudier avec les instruments de l'analyse économique néo-classique, et ceux qui pensent, à la suite de Karl Polanyi, qu'elle se distingue trop des économies modernes pour que cela soit possible, et qu'il faut mobiliser d'autres concepts, plutôt issus de l'anthropologie,.
En lien avec les problématiques sociales et culturelles, l'histoire des femmes/du genre s'implante progressivement dans les études assyriologiques durant les dernières décennies du XXe siècle,,.
L'histoire religieuse a plutôt été délaissée durant l'entre-deux-guerres, pour reprendre progressivement de l'importance,.

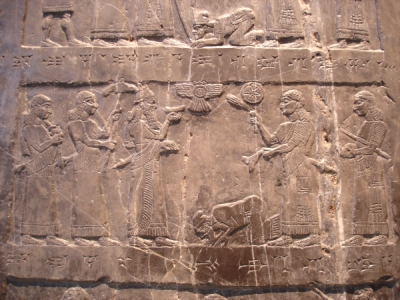
Le roi Jéhu d'Israël aux pieds de Salmanazar III d'Assyrie, c. 825 av. J.-C. Détail de l'« obélisque noir », British Museum.

Quant à l'axe majeur des débuts de l'assyriologie, à savoir les questionnements sur les rapports entre la documentation cunéiforme et la Bible, il a souvent été marginalisé par les assyriologues qui s'en sont désintéressés. Mais, ainsi que le remarquait P. Garelli en 1964, le lien ne peut être rompu, tellement les études assyriologiques ont à apporter aux études bibliques. Se sont développées des approches exagérant les ressemblances, d'autres les rejetant ou les ignorant, alors qu'entre les deux des spécialistes optent pour une approche qu'ils veulent pondérée, contextualisée, en voyant les civilisations du Proche-Orient ancien comme l'« environnement » culturel et littéraire dans lequel émerge la Bible hébraïque. Les assyriologues sont donc souvent sollicités pour populariser leurs découvertes auprès d'un public plutôt intéressé par les thématiques liées à la Bible.

### L'assyriologie au début duXXIesiècle: quelques tendances

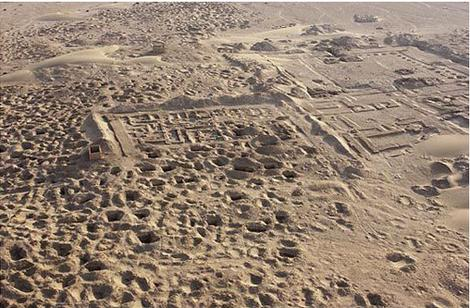
Ruines du site de Tell Jokha, l'antique Umma, où ont eu lieu de nombreuses fouilles clandestines visibles par les fosses qu'elles ont laissées.

La donnée majeure concernant le début du XXIe siècle est la situation politique des pays où se trouvent les sites archéologiques : l'Irak connaît la première guerre du Golfe en 1991, puis la seconde guerre du Golfe en 2003, interrompant l'essentiel des activités archéologiques pendant une vingtaine d'années ; la Syrie, qui est le pays le plus fouillé durant cette même période, connaît une guerre civile à partir de 2011, qui y interrompt les fouilles. Ces conflits créent une instabilité forte dans les régions concernées, qui donne un nouvel essor aux fouilles clandestines et au trafic d'antiquités, avec des connaissances considérables en termes de perte du patrimoine historique de ces régions et d'informations scientifiques,. Une estimation conduite par E. Stone à partir d'images satellites de plusieurs zones du sud de l'Irak a déterminé que la majorité des sites observés supérieurs à 5 hectares a fait l'objet de fouilles illégales (repérées par les trous creusés à leur surface), et qu'une sélection était apparemment effectuée en fonction du potentiel des sites (ceux des périodes d'Ur III et paléo-babylonienne sembleraient privilégiés pour leur potentiel de trouvaille de tablettes). De nombreux sites sont endommagés, avant tout par les fouilles illégales, mais aussi par la présence de troupes américaines et alliées (en particulier à Babylone), causant des dégâts et pertes d'informations archéologique d'une ampleur sans précédent,. À cela s'ajoutent les destructions de sites perpétrées par l’État islamique, qui vise plusieurs sites préislamiques (Nimroud, Palmyre, Hatra, etc.), en plus de pratiquer le trafic d'antiquités afin d'en tirer d'importants revenus. Pour prendre des exemples parmi d'autres, une statue contenant une inscription d'époque néo-assyrienne a été mise au jour illégalement à Tell Ajaja, puis détruite par la suite par l'État islamique ; les fouilles clandestines entreprises, apparemment sous la supervision de la même organisation, ont exploré un palais jusqu'alors non fouillé à Ninive. Les principaux sites syriens des zones concernées, tels qu'Ebla et Mari, sont ravagés avec des engins de chantier et des explosifs, causant des dégâts irrémédiables,. Les musées sont également touchés, comme lors du pillage du Musée national d'Irak en 2003, et la destruction des images de celui de Mossoul par l’État islamique. Les spécialistes du Proche-Orient ancien ont été mobilisés pour dresser des inventaires des différents types de dégâts perpétrés en Irak.

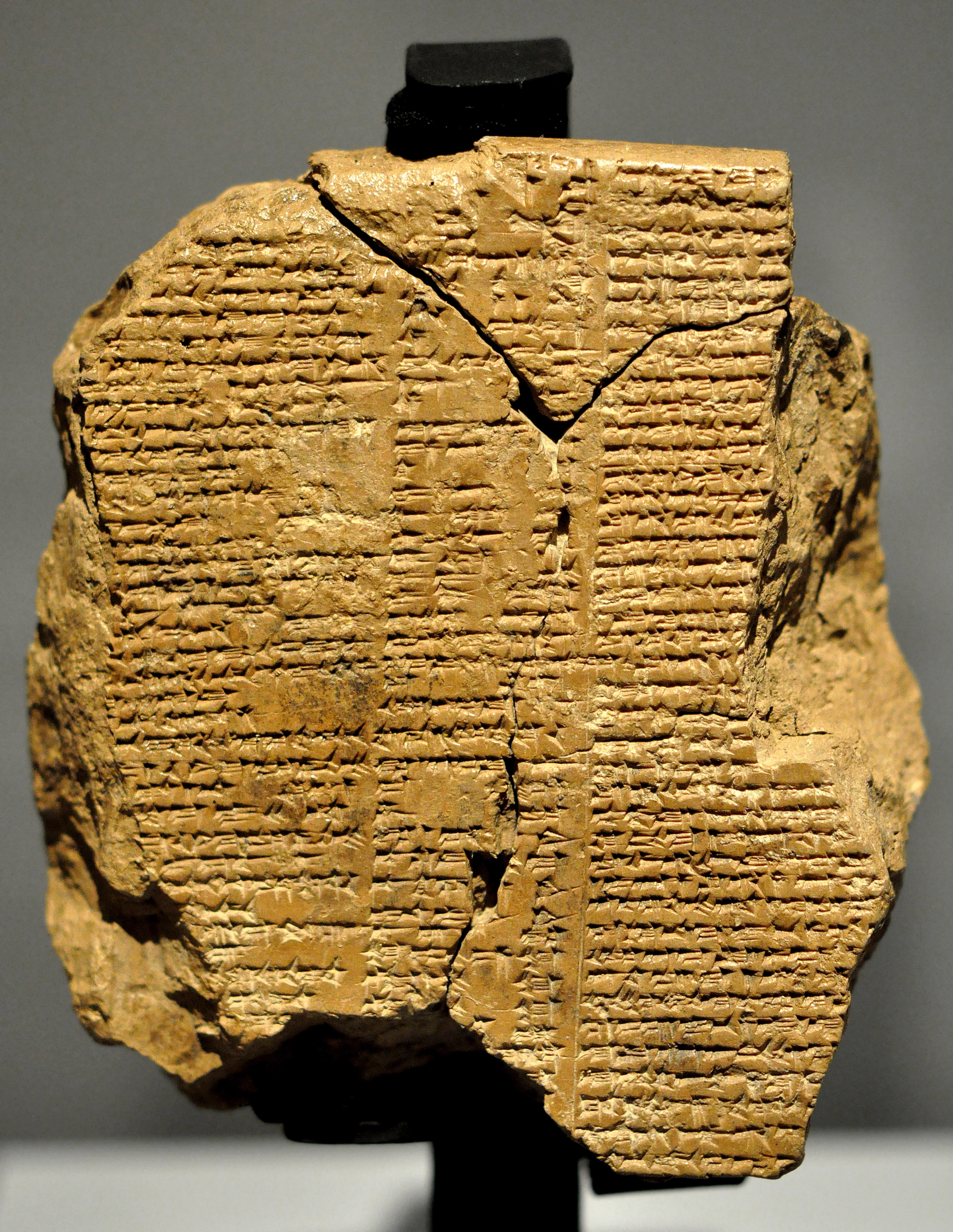
Copie de la de l’Épopée de Gilgamesh exhumée clandestinement sur un site inconnu d'Irak méridional, acquise en 2011 par le musée de Sulaymaniyah.

L'essor du trafic d'antiquités a par ailleurs posé divers problèmes d'ordre légal et éthique lors de la mise en vente des objets : plusieurs restitutions aux pays d'origine ont eu lieu, mais de nombreuses tablettes acquises durant cette période ont fait l'objet de publications. Ainsi, plusieurs milliers de tablettes ont été obtenues par l'université Cornell depuis 1999, dont une partie a été publiée, et certaines ont été restituées à l'Irak en 2021. Les assyriologues sont partagés sur l'attitude à adopter devant des tablettes issues de fouilles illégales, le fait de les étudier étant critiqué car cela constitue un encouragement au trafic des antiquités, alors que d'autres considèrent qu'elles doivent être publiées quoi qu'il en soit afin d'enrichir les connaissances,.

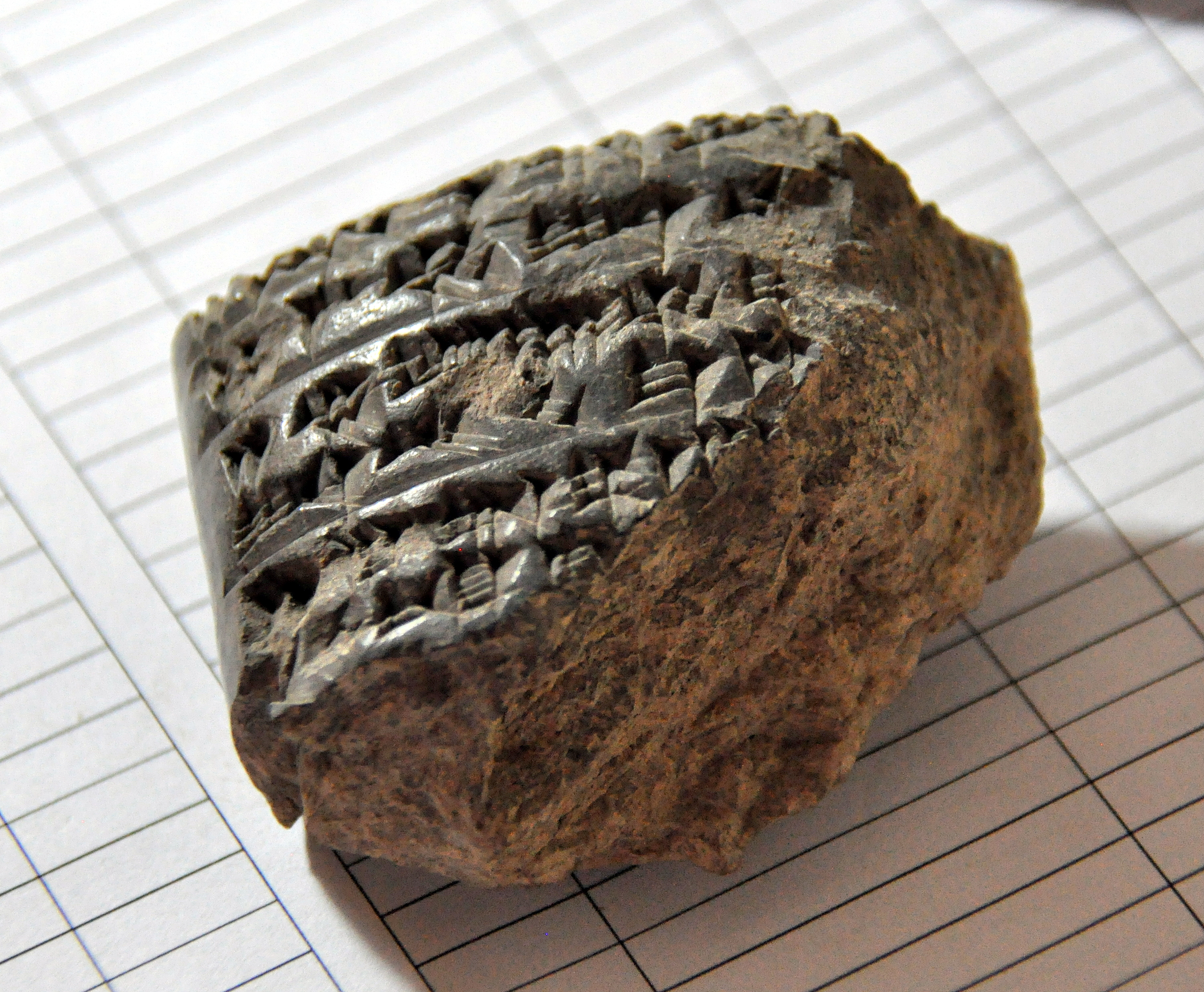
Fragment de tablette cunéiforme mis au jour en 2014 lors de fouilles régulières à Bakr Awa dans le Kurdistan irakien. Musée de Sulaymaniyah.

Depuis le début des années 2010 les missions archéologiques reprennent dans les régions de l'Irak où les conditions de sécurité le permettent, d'abord au Kurdistan (Qasr Shemamok, Bash Tapa), puis dans le sud où plusieurs sites majeurs font l'objet de nouvelles fouilles (Tello, Uruk, Larsa, Ur, etc.),.
Certains chercheurs ont dressé des états des lieux des recherches dans certains domaines des études assyriologiques, et dégagé plusieurs tendances récentes des premières décennies du XXIe siècle. Sont repris ici quelques exemples qui ont fait l'objet de publications.
Une tendance depuis la fin du XXe siècle est le développement des sites Internet conçus par des spécialistes des civilisations du Proche-Orient ancien afin de servir d'outils pour la recherche et la formation, notamment des bases de données mettant en ligne des copies de tablettes et/ou des éditions de tablettes. En 1998 commence le projet Cuneiform Digital Library Initiative (CDLI), commun entre l’Université de Californie à Los Angeles et l'Institut Max-Planck d'histoire des sciences de Berlin, qui vise à rendre accessibles les documents cunéiformes connus, accompagnés de fiches plus ou moins développées, comportant parfois des transcriptions et des traductions. Il s'accompagne de publications scientifiques électroniques, et d'un wiki servant pour la vulgarisation. Le projet Open Richly Annotated Cuneiform Corpus (Oracc) regroupe un ensemble de sites organisés de façon thématique, par période, archive, ou sujet, mettant en ligne des transcriptions et traductions de tablettes, qui ont déjà fait l'objet de publications papier, et s'accompagne parfois de notices et articles synthétiques sur les sujets concernés ; les projets les plus développés concernent les archives d'État assyriennes (State Archives of Assyria Online) et les inscriptions royales mésopotamiennes. D'autres bases de données sont développées par période, comme Base de Datos de Textos Neo-Sumerios – Database of Neo-Sumerian Texts (BDTNS) qui vise à référencer le très abondant corpus de la période d'Ur III, et Archives babyloniennes, XXe – XVIIe siècles av. J.-C. (ARCHIBAB) sur les archives d'époque paléo-babylonienne. Parmi les autres types de projet, depuis 2006 le dictionnaire sumérien de l'Université de Pennsylvanie déjà évoqué est publié directement sous version électronique. Plusieurs institutions ont mis en accès libre des versions électroniques de leurs publications, notamment le Chicago Assyrian Dictionary, et comme pour les autres périodes historiques les périodiques relatifs au Proche-Orient ancien sont accessibles par des sites d'archives de publications scientifiques (notamment JSTOR et les sites d'éditeurs comme celui de De Gruyter) et des bases de données d'images sont également disponibles, notamment à partir des sites de musées,,.
En 2013, Marc van de Mieroop a publié un article dans lequel il expose les tendances qu'il a identifiées dans les études sur le Proche-Orient ancien. Il commence par un rappel sur les troubles affectant le Moyen-Orient et leurs conséquences en matière de destructions de sites archéologiques et de trafics d'antiquités, et différentes réactions que cela a suscité. Ensuite il aborde plusieurs aspects des études scientifiques, en lien avec des tendances plus générales dans les études historiques : selon lui les études sur le genre ont plutôt connu un reflux dans les années 2000, et l'histoire environnementale reste largement ignorée en dépit de quelques études, en revanche l'histoire intellectuelle a connu un regain d'attention, qui s'est traduit par la publication de nombreuses études sur les sciences et la vie intellectuelle mésopotamiennes, et l'essor de l'histoire globale a incité à plus de communications avec les recherches sur les civilisations voisines, visant à atténuer la coupure entre l'étude des civilisations du Proche-Orient ancien et celles de l'Antiquité « classique » (Grèce, Rome). De fait, les assyriologues s'intéressent plus de par le passé aux siècles de la fin du Ier millénaire av. J.-C. qui sont historiquement ceux qui voient la fin de la culture mésopotamienne antique et de la pratique du cunéiforme, et qui étaient délaissés (les histoires du Proche-Orient ancien ayant tendance à s'arrêter au début ou à la fin de l'époque achéménide, donc en 539 ou 323 av. J.-C.). Les sources cunéiformes sont de mieux en mieux prises en compte dans les études sur l'époque hellénistique. L'intégration de l'histoire globale peut se percevoir pour d'autres périodes de l'histoire du Proche-Orient ancien, notamment à l'époque d'Uruk ou la période du Bronze récent. De nouveaux sont explorés, par exemple l'histoire des émotions. Les progrès de l'utilisation des techniques scientifiques sur les restes matériels et sur le terrain permet également des progrès dans la connaissance des civilisations anciennes, comme l'archéobotanique et l'archéozoologie, puis la bio-archéologie pour l'étude des défunts humains, l'emploi d'images satellites pour étudier les paysages antiques.

### Assyriologie: histoire et méthodes

#### Publications anciennes
- (en) D. G. Lyon, « A Half Century of Assyriology », The Biblical World, vol. 8, no 2,‎ 1896, p. 124-142 (JSTOR 3140263)
- Charles Fossey, Manuel d'assyriologie, Paris, Leroux, 1904
- (en) E. A. Wallis Budge, The Rise and Progress of Assyriology, Londres, Martin Hopkinson, 1925
- (en) A. Leo Oppenheim, « Assyriology- Why and How? », Current Anthropology, vol. 1, nos 5/6,‎ 1960, p. 409-423 (JSTOR 2739505)
- Paul Garelli, L'Assyriologie, Paris, Presses universitaires de France, coll. « Que-sais-je ? » (no 1144), 1990 (1re éd. 1964)
- (en) Ignace J. Gelb, « Approaches to the Study of Ancient Society », Journal of the American Oriental Society, vol. 87, no 1,‎ 1967, p. 1-8 (JSTOR 596588)

#### Publications récentes
- (en) Marc Van de Mieroop, « On Writing a History of the Ancient Near East », Bibliotheca Orientalis, vol. 54,‎ 1997, p. 285-305
- (en) Olof Pedersén, Archives and Libraries in the Ancient Near East 1500-300 BC, Bethesda, CDL Press, 1998
- (en) Marc Van de Mieroop, Cuneiform Texts and the Writing of History, Londres et New York, Routledge, 1999
- (en) Johannes Renger, « Ancient Near Eastern Philology and History (Assyriology) », dans Manfred Landfester (dir.), Hubert Cancik et Helmuth Schneider (coord.) et Francis G. Gentry (éd. version anglaise), Brill’s New Pauly, Classical Tradition vol I A-DEL, Leyde et Boston, Brill, 2006, p. 125-137 (première version en allemand dans Der Neue Pauly XIII, 1999, p. 101-113)
- (en) Daniel C. Snell, « The Historian’s Task », dans Daniel C. Snell (dir.), A Companion to the Ancient Near East, Malden et Oxford, 2005, p. 95-106
- (en) Aage Westenholz, « Does Asyriology have a Future? », KASKAL, vol. 3,‎ 2006, p. 275-283
- Brigitte Lion et Cécile Michel (dir.), Les écritures cunéiformes et leur déchiffrement, Paris, De Boccard, 2008.
- Sophie Démare-Lafont, « L'assyriologie est-elle une invention de l'Occident ? », Droit et Cultures - Revue internationale interdisciplinaire, Hors série « Orient et Occident, processus d'acculturation, Actes des IIe Rencontres à la mémoire de Kasra Vafadari »,‎ 2008, p. 105-116.
- (es) Juan Pablo Vita, « La asiriología según los asiriólogos », Cadmo, vol. 22,‎ 2012, p. 9-18 (DOI 10.14195/0871-9527_22_1)
- Dominique Charpin, Comment peut-on être assyriologue ?, Paris, Collège de France/Fayard, 2015 (lire en ligne)
- Brigitte Lion et Cécile Michel, « Un demi-siècle d’archéologie et d’histoire du Proche-Orient ancien : la participation française », Collection de l'Institut des Sciences et Techniques de l'Antiquité, vol. 1392,‎ 2017, p. 137-156 (lire en ligne)
- (en) Paul-Alain Beaulieu, A History of Babylon, 2200 BC - AD 75, Hoboken et Oxford, Wiley-Blackwell, 2018 (ISBN 978-1-405-18899-9)
- (en) Agnès Garcia-Ventura et Lorenzo Verderame (dir.), Perspectives on the History of Ancient Near Eastern Studies, University Park, Penn State University Press, 2021
- (en) Silvia Alaura, « Rediscovery and Reception of the Hittites: An Overview », dans Stefano de Martino (dir.), Handbook of Hittite Empire, Berlin et Boston, De Gruyter Oldenbourg, 2022, p. 693-779
- Dominique Charpin, En quête de Ninive : Des savants français à la découverte de la Mésopotamie (1842-1975), Paris, Les Belles Lettres / Collège de France, coll. « Docet omnia », 2022 (présentation en ligne, lire en ligne).
- Dominique Charpin, L'assyriologie, Presses universitaires de France, coll. « Que-sais-je ? » (no 4239), 2023
- Dominique Charpin, « Civilisation mésopotamienne : Cours – Éléments pour une histoire de l’assyriologie », L'annuaire du Collège de France, vol. 121,‎ 2024 (lire en ligne)

### Mésopotamie: histoire et culture
- Jean Bottéro, Mésopotamie : L'Écriture, la Raison et les Dieux, Paris, Gallimard, coll. « Folio histoire », 1997
- Francis Joannès (dir.), Dictionnaire de la civilisation mésopotamienne, Paris, Robert Laffont, coll. « Bouquins », 2001
- Bertrand Lafont, Aline Tenu, Philippe Clancier et Francis Joannès, Mésopotamie : De Gilgamesh à Artaban (3300-120 av. J.-C.), Paris, Belin, coll. « Mondes anciens », 2017, 1040 p.

### Archéologie et arts
- Agnès Benoit, Art et archéologie : les civilisations du Proche-Orient ancien, Paris, RMN, coll. « Manuels de l'école du Louvre », 2003
- (en) Roger Matthews, The Archaeology of Mesopotamia : Theories and Approaches, Routledge, 2003
- (en) Zainab Bahrani, Mesopotamia : Ancient Art and Architecture, Londres, Thames & Hudson, 2017